# Edmontosaurus
Az Edmontosaurus a fejdísz nélküli hadrosaurida dinoszauruszok egyik neme. Az állat fosszilis maradványait Észak-Amerika nyugati részén fedezték fel a késő kréta kor késő campaniai–késő maastrichti korszakában, 73–66 millió évvel ezelőtt keletkezett kőzetekben. Az utolsó nem madárszerű dinoszauruszok egyike volt, amely együtt élt a Triceratopsszal és a Tyrannosaurusszal a kréta–tercier kihalási eseményt megelőzően.
Az Edmontosaurus az egyik legnagyobb kacsacsőrű volt, a hossza elérte a 12 métert, a tömege pedig 4 tonna körül lehetett. Számos jó állapotban megőrződött példány alapján ismert, melyekhez nem csak csontok, hanem egyes esetekben terjedelmes bőrlenyomatok és feltételezett béltartalmak fosszíliái is tartoznak. A hadrosaurina hadrosauridák közé sorolták be (az üreges fejdísz nélküli hadrosauridák alcsaládjába), és közeli rokonságban áll az Anatotitannal, de az is lehetséges, hogy a szinonimájának tekinthető.
Az Edmontosaurus hosszú és bonyolult taxonómiai története a 19. század végére nyúlik vissza. Olyan különböző nemekkel együtt sorolták be, mint a Claosaurus, a Thespesius, a Trachodon és a jól ismert, de mára érvénytelenné vált Anatosaurus, melyet jelenleg Edmontosaurusnak tartanak. Az első Edmontosaurus néven ismert fosszíliát a kanadai Alberta déli részén fedezték fel, az Edmonton-formáció alsó részén. A típusfajt, az E. regalist Lawrence Lambe nevezte el 1917-ben, azonban több más, korábban elnevezett fajt is az Edmontosaurus nembe soroltak be. Ezek közül a legismertebb az Othniel Charles Marsh által 1892-ben megalkotott E. annectens, amelyre éveken át Anatosaurus annectensként hivatkoztak. Egy kisebb, harmadik faj az E. saskatchewanensis nevet kapta. Az Edmontosaurus név jelentése 'Edmonton-gyík' és az Edmonton-formációra utal, ami napjainkban Horseshoe Canyon-formációként ismert.
Az Edmontosaurus Észak-Amerika nyugati részének nagy területén megtalálható volt. Fosszíliáinak elterjedése arra utal, hogy a partokat és partmenti síkságokat kedvelte. Növényevőként élt, és egyaránt képes volt két és négy lábon történő mozgásra. Mivel sok csontmederből ismert, azt gondolják róla, hogy csoportokban élt, és talán így is vándorolt. A fosszíliák bősége lehetővé tette ősbiológiájának részletes tanulmányozását, többek között az agyszerkezetének, táplálkozási módjának és kóros elváltozásainak vizsgálatát, melyek között egy olyan sérülés is szerepel, ami egy Tyrannosaurus támadását bizonyítja.

## Anatómia

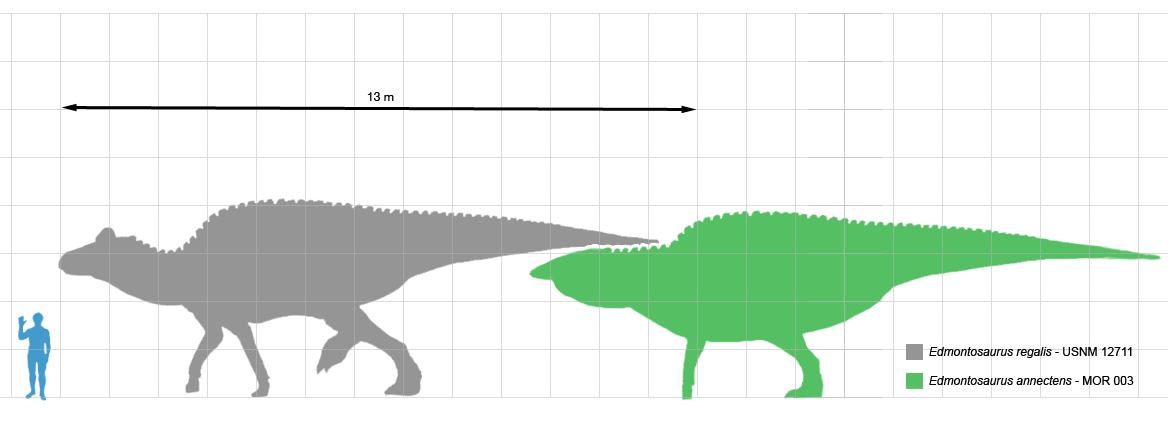
Az ember, az Edmontosaurus regalis és az E. annectens méretének összehasonlítása

Az Edmontosaurusról több példány alapján készült részletes leírás. Más hadrosaurida dinoszauruszokhoz hasonlóan testes állat volt, hosszú, kétoldalt lapított farokkal, és a kacsáéhoz hasonló csőrrel ellátott fejjel. Más hadrosauridáktól eltérően a koponyáján nem volt üreges vagy tömör fejdísz. A mellső lábak nem voltak olyan nehéz felépítésűek, mint a hátsók, de elég hosszúak voltak ahhoz, hogy megtartsák vagy mozgassák az állatot. Az Edmontosaurus a legnagyobb hadrosauridák egyike volt: fajtól függően a felnőtt példányai elérték a 9 métert, de a nagyobbak 12–13 méteresre is megnőttek. A tömege körülbelül 4 tonna lehetett. Jelenleg az E. regalis a legnagyobb faj, de a helyzete megváltozhat, ha a nagyméretű hadrosauridát, az Anatotitan copeit az Edmontosaurus annectens példányának kezdik tekinteni, Jack Horner és kollégái 2004-ben tett javaslatának megfelelően (ezt a fosszíliát még más szerzőknek is meg kell vizsgálniuk). Az E. regalis típuspéldánya, a Kanadai Nemzeti Múzeum (National museums of Canada) NMC 2288 jelzésű lelete a becslés szerint 9–12 méter hosszú lehetett. Az E. annectens valamivel rövidebb volt. Két jól ismert, felállított példány, a Nemzeti Természetrajzi Múzeum (National Museum of Natural History) USNM 2414 és a Peabody Természetrajzi Múzeum (Peabody Museum of Natural History) YPM 2182 jelzésű lelete 8, illetve 8,92 méter hosszú. Azonban létezik legalább egy beszámoló egy jóval nagyobb lehetséges E. annectens példányról is, amely majdnem 12 méter hosszú. A E. saskatchewanensis kisebb méretet ért el, a teljes becsült hossza 7–7,3 méter.

### Koponya

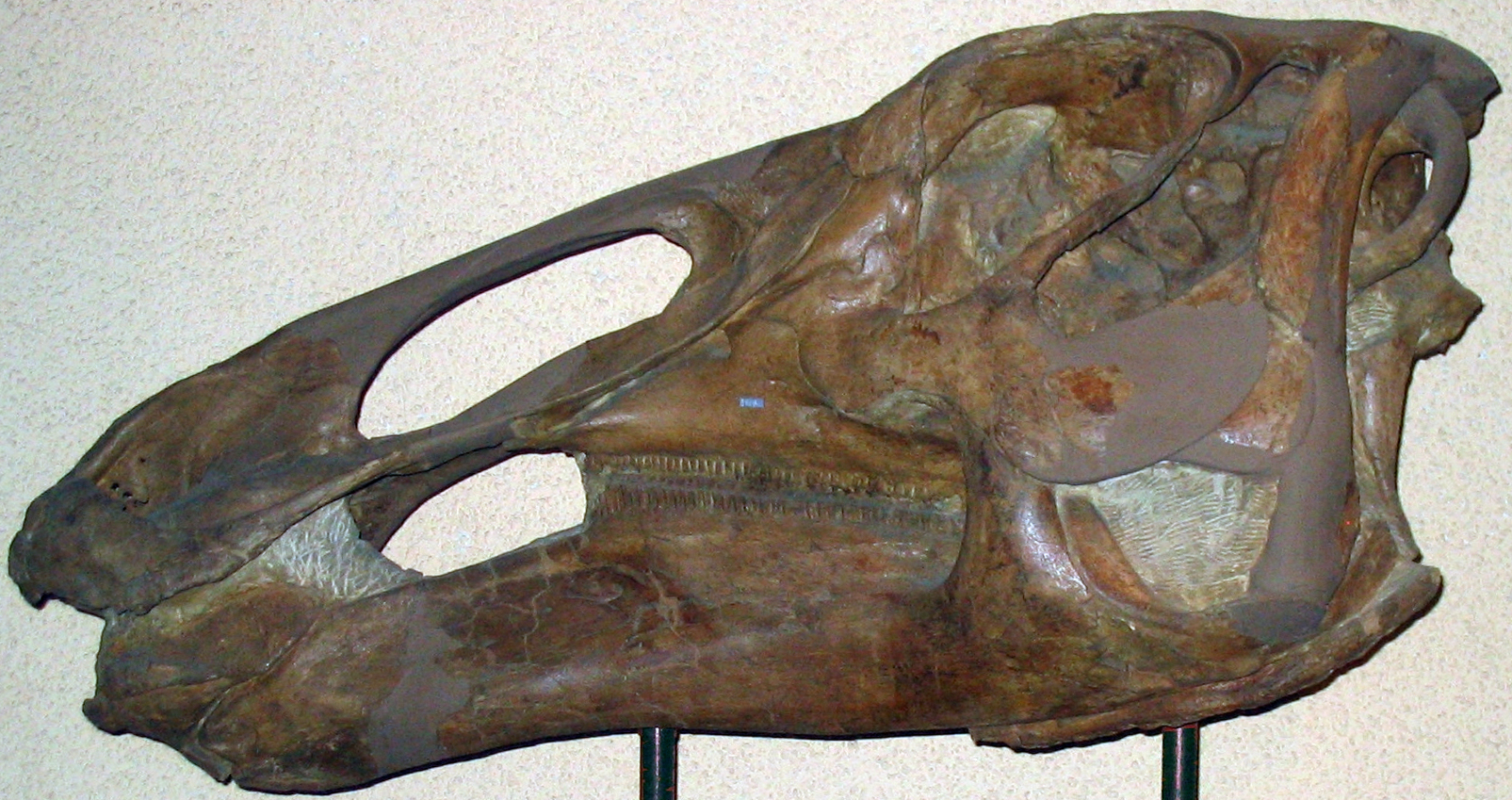
Az Edmontosaurus annectens koponyája a Smithsonian Múzeumban

Egy kifejlett Edmontosaurus koponyája körülbelül egy méteres hosszúságot ért el, az E. regalisé volt a leghosszabb, az E. annectensé pedig a legrövidebb. A koponya oldalnézetből nagyjából háromszögletű, csontos fejdísz nem található rajta. Felülnézetből a koponya elülső és hátulsó része megnyúlt, a széles pofa egy kacsacsőrt vagy kanálfejet formáz. A csőr fogatlan volt, alul és felül pedig szaruval volt kibővítve. A szarucsőr felső részének főbb darabjai a Senckenberg Naturmuseumban őrzött mumifikálódott példány révén váltak ismertté. Ennél az egyednél a csőr lefelé irányuló, nem csontos része legalább 8 centiméterrel túlnyúlt a csonton. Az Edmontosaurus orrnyílásai meghosszabbodtak, és mélyen a felettük, alattuk és mögöttük levő csontos peremek között helyezkedtek el. Legalább egy példány (a senckenbergi), a szemüregeiben a ritkán fellelhető szklerotikus gyűrűkkel együtt őrződött meg. Egy másik ritkán megőrződő csont, a kengyel (a hüllők hallócsontja), szintén megtalálható az egyik Edmontosaurus példánynál.
Fogak csak a maxilláris csontban és a fogcsontban helyezkedtek el. A fogak folyamatosan cserélődtek, a kifejlődésük körülbelül fél évig tartott. Oszlopokban nőttek, melyek maximálisan hat darabot tartalmaztak, az oszlopok száma pedig az állat méretétől függött. Ismert fogszámok az egyes fajoknál: 51–53 maxilláris és 48–49 fogcsonti oszlop az E. regalis esetében (a felső állcsont fogai kissé keskenyebbek voltak az alsóknál); 43 maxilláris és 36 fogcsonti fog az E. annectens esetében; 52 maxilláris és 44 fogcsonti fog az E. saskatchewanensis esetében.

### Koponya alatti (posztkraniális) csontváz

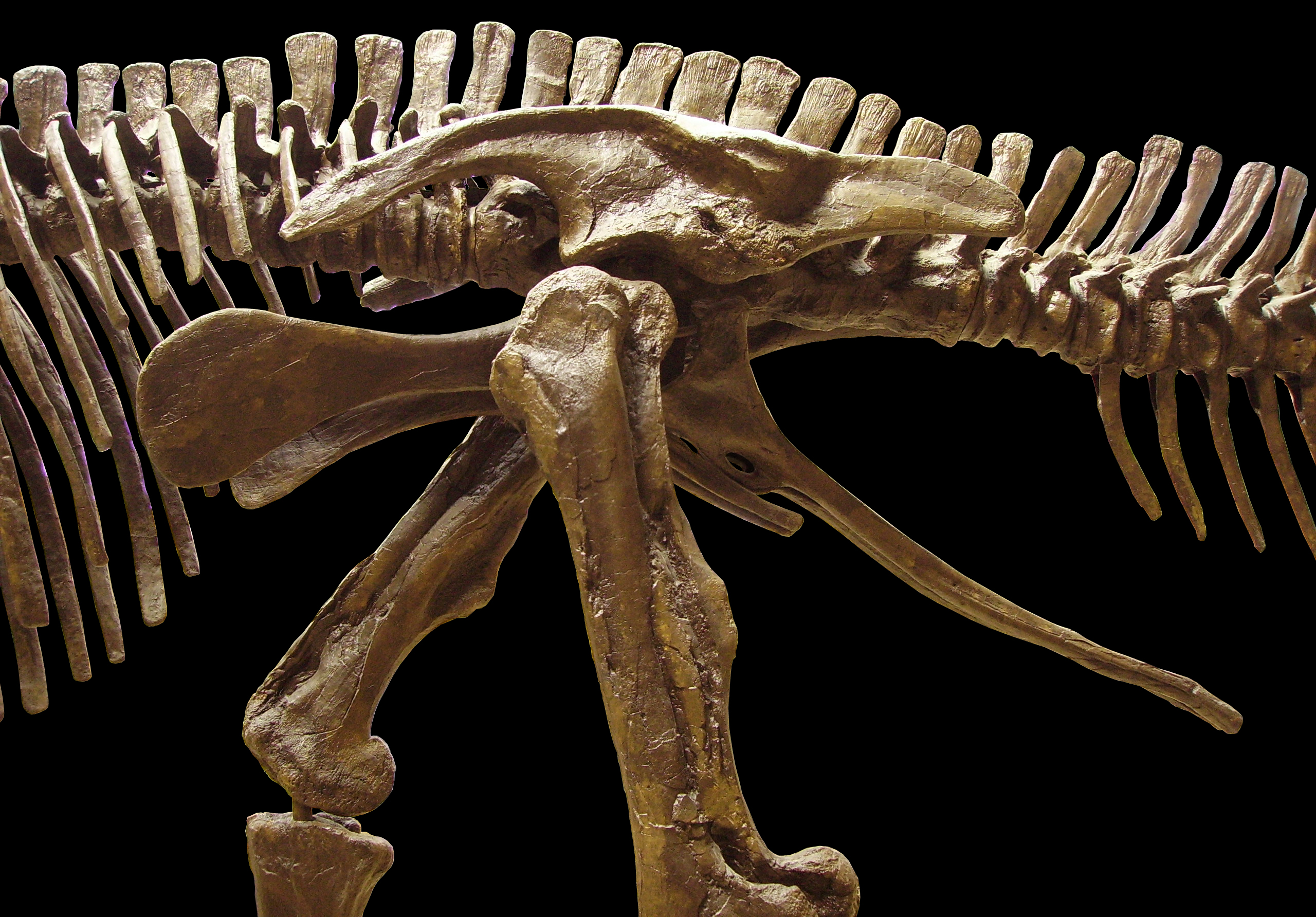
A madármedencéjű Edmontosaurus csípője

A csigolyák száma eltér az egyes példányoknál. Az E. regalisnak 13 nyak, 18 hát, 9 csípő és ismeretlen számú farokcsigolyája volt. Az egyik példány, amit egyszer Anatosaurus edmontoni néven írtak le (és jelenleg azonosnak tartanak az E. annectensszel) egy további hátcsigolyával és 85 farokcsigolyával rendelkezett, de a rekonstrukciója mértéke nem ismert. Más hadrosauridák esetében csak 50–70 farokcsigolyáról számoltak be, emiatt úgy tűnik, hogy a csigolyák számát túlbecsülték. A hát elülső része lefelé hajlott, a nyak pedig felfelé ívelt, míg a hát további része és a farok vízszintesen állt. A hát nagy részét és a farkat elcsontosodott inak szegélyezték, melyek a csigolyák tövisnyúlványainál rostélyszerűen helyezkedtek el. Ez a felépítés a leírás szerint egyenesen tartotta az állat hátát és legalább a farka egy részét. Az elcsontosodott inak az értelmezés szerint megerősítették a gerincoszlopot a gravitációs erővel szemben, tehermentesítve a nagy, vízszintes gerincű állatot, amit egyébként nagyrészt a hátsó lábai és csípője tartottak meg.

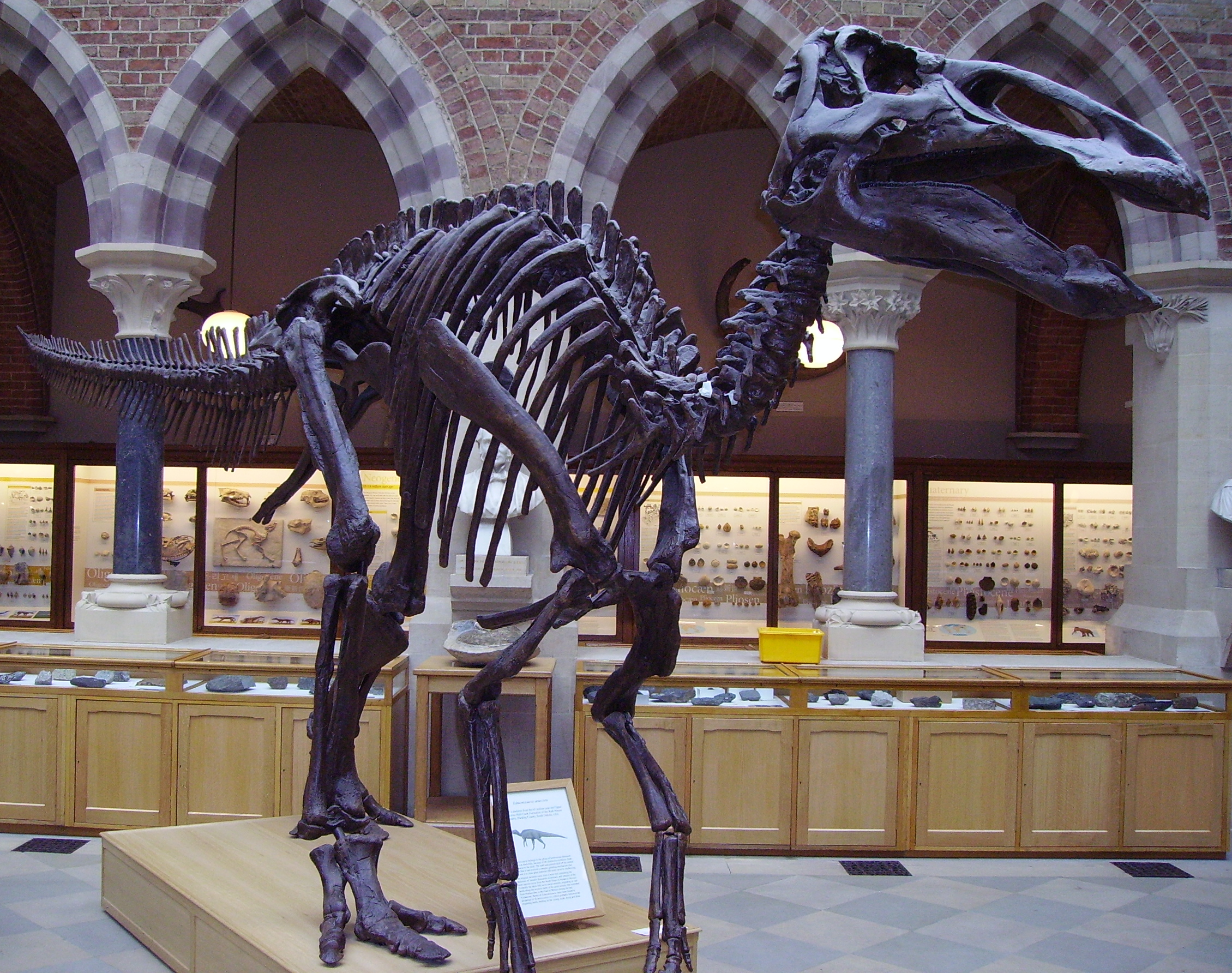
Az Edmontosaurus csontváza az Oxfordi Egyetem Természetrajzi Múzeumában

A lapockák hosszú, lapos, pengeszerű, a gerinccel nagyjából párhuzamosan elhelyezkedő csontok voltak. A csípő három részből tevődött össze: a láb ízülete feletti, meghosszabbodott csípőcsontból, az alsó hosszú, vékony rúdban végződő ülőcsontból és az elülső lemezszerű szerkezetté lapult szeméremcsontból. A csípő szerkezete meggátolta az állatot abban, hogy egyenes háttal álljon, mivel ebben a helyzetben a combcsont a csípőcsont helyett a csípőcsont és a szeméremcsont kapcsolódásának nyomódott neki. A csípőt kilenc összeforrt medencecsigolya tartotta.
A mellső lábak rövidebbek, és a hátsóknál gyengébb felépítésűek voltak. A felkarcsont számára egy nagy kulcscsonti taraj biztosított izomtapadási pontot, a singcsont és az orsócsont pedig sima volt. A felkar és az alkar hasonló hosszúságot ért el. Az egyszerű csukló összesen két kis csontból állt. A kezeken négy ujj nőtt, a hüvelykujj hiányzott. A hasonló hosszúságú mutató, avagy a második, valamint a harmadik és a negyedik ujjat az élő állaton húsos anyag kötötte össze és borította be. A második és harmadik ujj egy-egy pataszerű végső ujjpercben (ungualban) végződött, amit a bőr eltakart. A rövid kisujj különvált a másik háromtól. A combcsont robusztus volt és egyenes, középtájon hátul egy feltűnő perem helyezkedett el rajta. Ez a taraj tapadási pontként szolgált az erőteljes, csípőhöz és farokhoz kapcsolódó, a combot (és vele együtt a hátsó lábat) hátrafelé mozgató izmok számára, amik az egyensúlyi szervként használt farok megtartásában is segítettek. A hátsó lábfejeken három ujj volt, a nagyujj és a kisujj hiányzott. A lábujjakon a karmok pataszerűen kiszélesedtek.

### Bőr

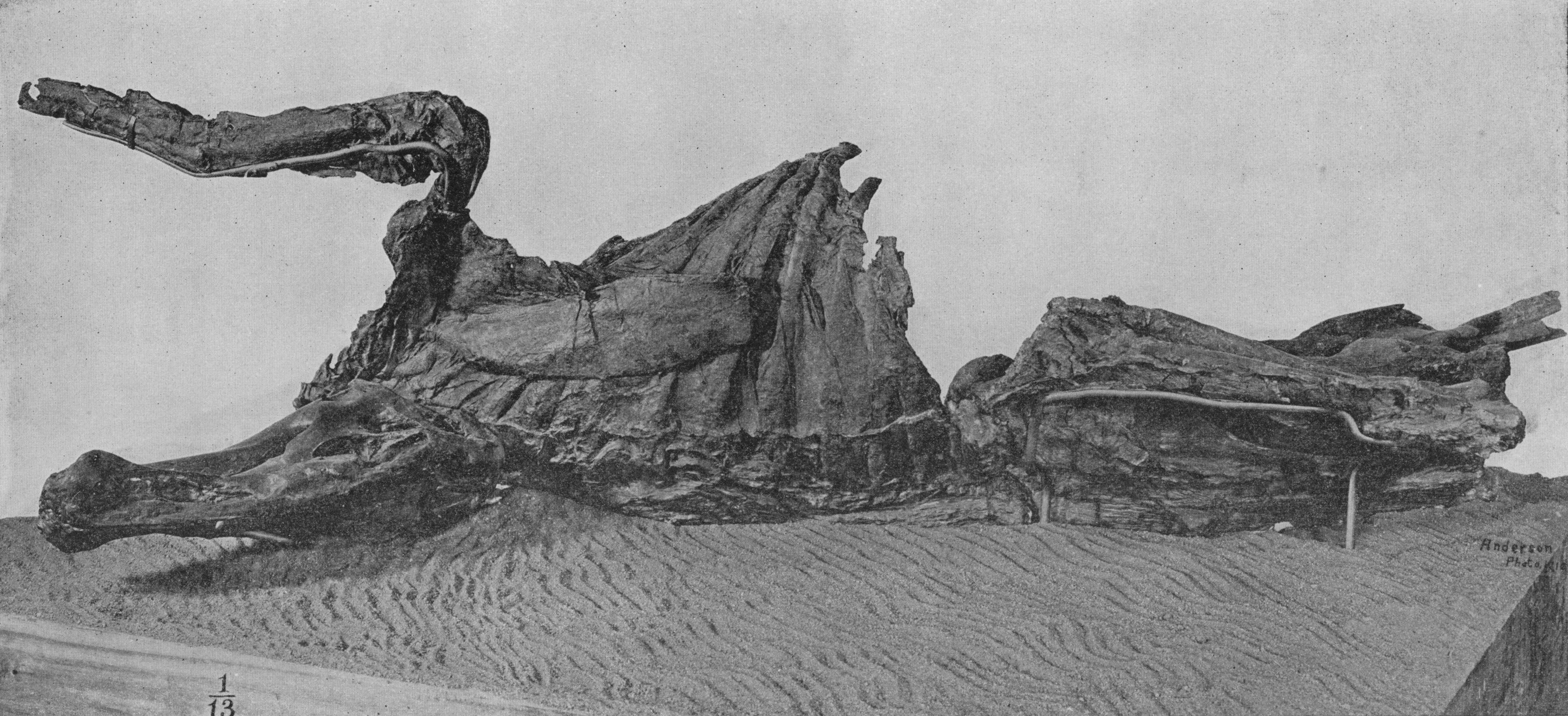
Az AMNH 5060 jelzésű lelet: az Edmontosaurus annectens jó állapotban megőrződött példánya

Az Edmontosaurus több példányát bőrlenyomatokkal együtt találták meg. Egyesek nagy nyilvánosságot kaptak, például a 20. század elején előkerült „Trachodon-múmia” vagy a „Dakota” névre keresztelt egyed, melyek közül az utóbbihoz fosszilizálódott bőrmaradványok is tartoznak. E leleteknek köszönhetően az Edmontosaurus pikkelymintázata a test nagy részén ismertté vált.
Az AMNH 5060, a „Trachodon-múmia” (mely a nevének megfelelően egy természetes módon létrejött múmia fosszíliája) jelenleg az E. annectens példányaként ismert. Bőrlenyomatok találhatók a pofája körül, a nyaka és a felső teste nagy részén, valamint a mellső és hátsó lábai egyes részein. A farok és részben a lábak erodálódtak a begyűjtést megelőzően, ezért ezek a területek ismeretlenek ennél a példánynál. Emellett a bőrlenyomatos részek bizonyos darabjait, például a nyaktarajt (lásd lentebb) és a kezeket a preparálás során véletlenül eltávolították. A példány egy kiapadt folyómederben száradt ki, egy övzátonyon vagy annak közelében. A lelőhely és a megőrződés körülményei alapján az állat egy elhúzódott aszály idején pusztult el, feltehetően az éhezés következtében. A kiszáradt tetemet nyilván egy hirtelen áradás temette be, körülvéve olyan finom szemcséjű üledékkel, ami még a bőr szerkezetét is megőrizte.

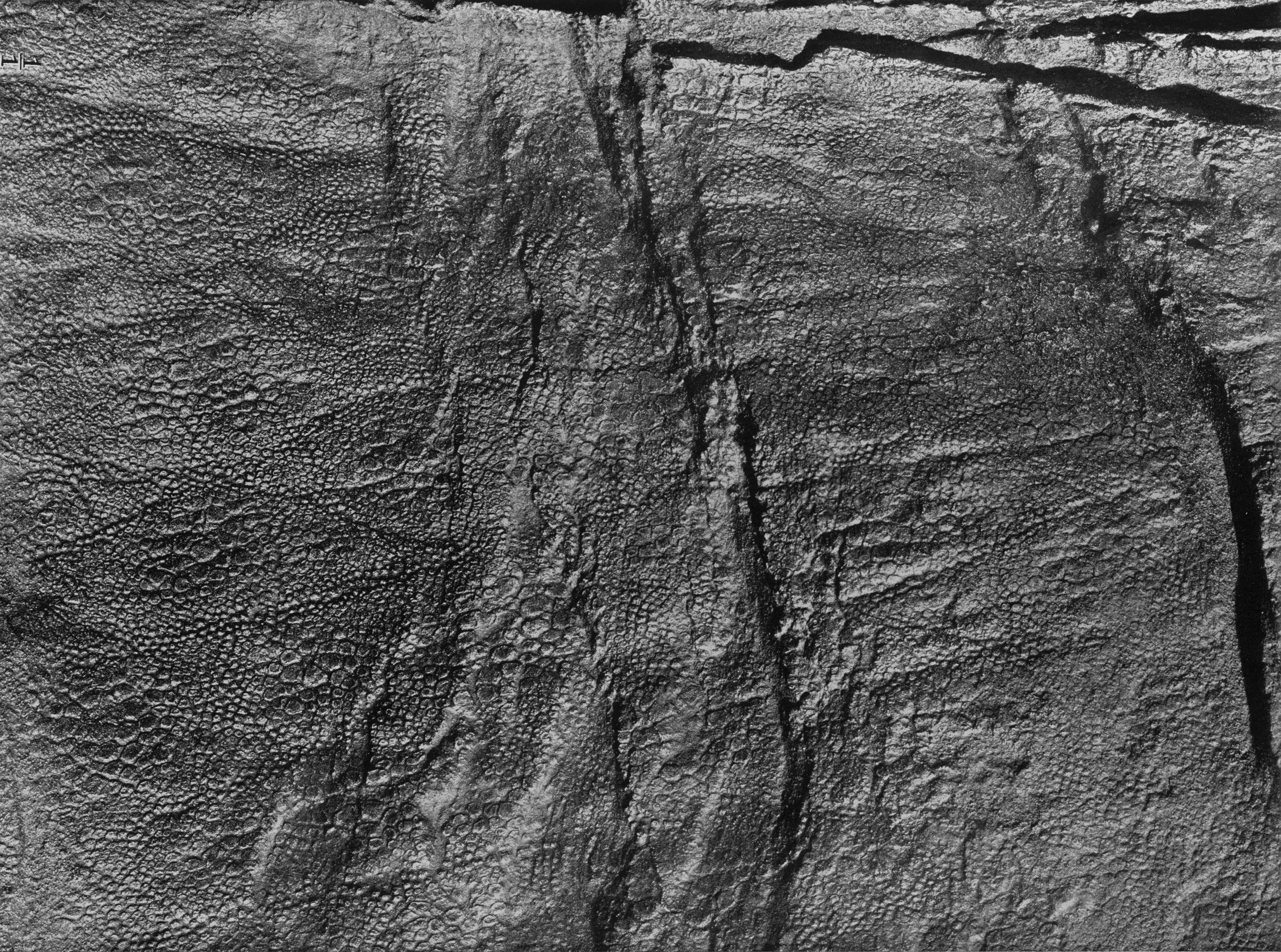
Az Edmontosaurus annectens hasának bőrlenyomata

A bőr vékony volt, a felszínét kis, egymást nem fedő pikkelyek borították, a giláéhoz hasonlóan. A test nagy részén kétféle pikkely helyezkedett el: a kis, 1–3 milliméter átmérőjű hegyes vagy konvex, rendezetlen (alap) csomók és a nagyobb, lapos, sokszögű (fedő) csomók, melyek általában 5 milliméternél kisebb átmérőjűek voltak, de az alkaron a 10 millimétert is elérték. A fedő csomók alap csomókkal határolt füzérekbe rendeződtek, a két típust pedig átmeneti pikkelyek választották el egymástól. A test nagy részén a fedő csomókból álló füzérek körkörösek vagy oválisak voltak, míg a váll közelében, a felkaron egymással és a lapockákkal nagyjából párhuzamos sávokat alkottak. A füzérek általában a test felső felületén nagyobbak, alul pedig kisebbek voltak. A csípő feletti füzérek elérték az 50 centiméteres hosszúságot.

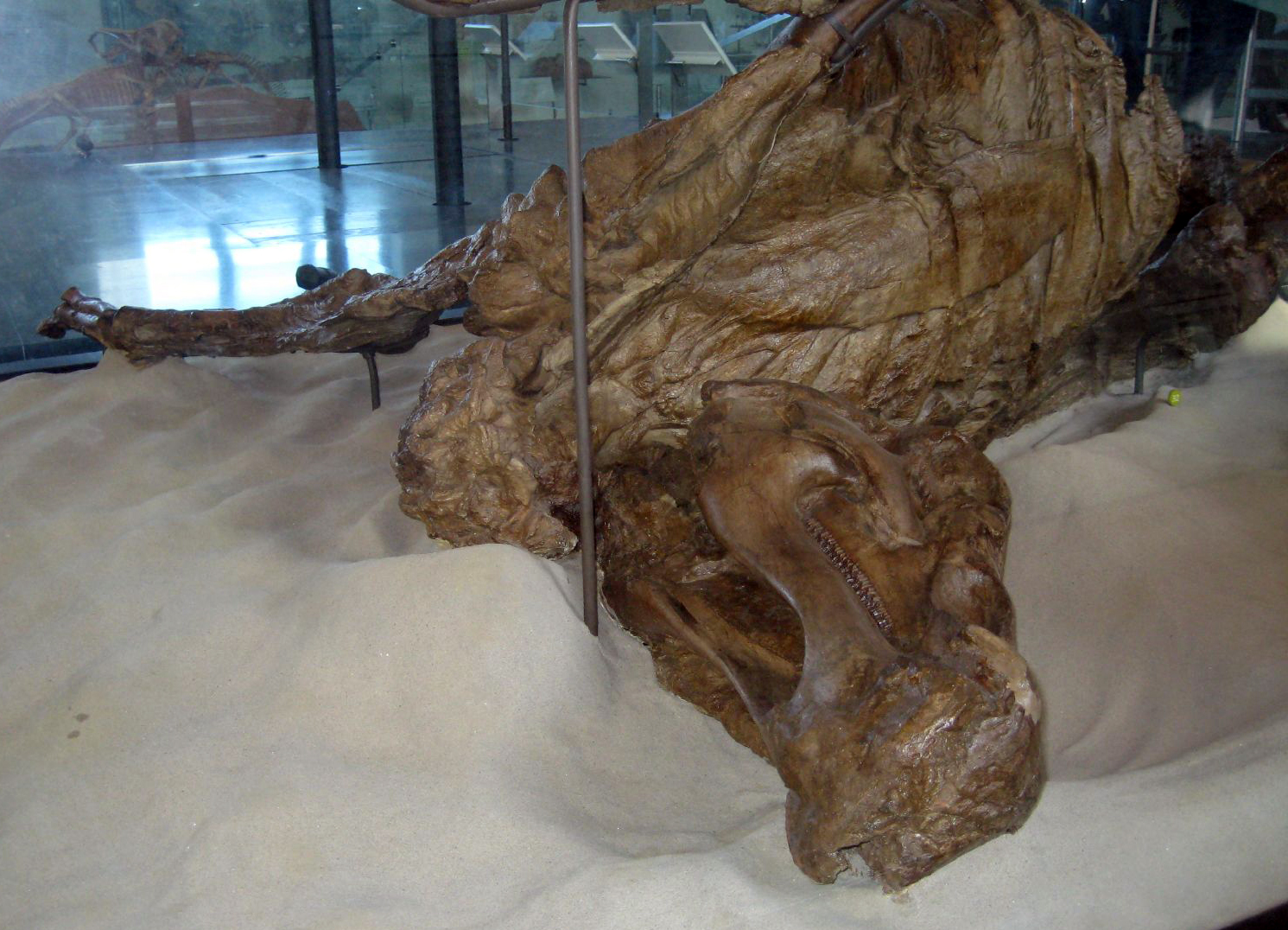
A „Trachodon-múmia” az Amerikai Természetrajzi Múzeumban

A fej bőrének lenyomatai a nagy orrnyílások közeléből származnak. Ezt a részt csomós lenyomatok helyett sima, lágy szövet borította, a koponya orrnyílása előtt pedig egy mélyebb terület helyezkedett el, nagyjából ott, ahol az orrlyuk lehetett. A nyakon és a háton középen egy puha taraj futott végig, amihez a csigolyatüskék felett egy sor ovális csomófüzér tartozott. Az AMNH 5060 jelzésű példány esetében sem a taraj magassága, sem a felső szegély elrendezése nem ismert, mert a felső rész a preparáláskor eltűnt. A taraj legalább 8 centiméter magas volt, és mozgás közben a testhelyzettől függően kisimult vagy összegyűrődött. Henry Fairfield Osborn szerint elég magas volt ahhoz, hogy egy másik füzérsor is elférjen rajta.
Az alkaron voltak a legnagyobb csomók, egyetlen nagy füzérben elrendezve, ami lefedte a felület fő részét. A kezeket a három középső ujjat összekötő lágy szövet struktúrán levő kis fedő csomók borították; az ujjhegyekre is kiterjedve. Osborn szerint ez a rész úszásra szolgált. Robert T. Bakker viszont később a tevefélékéhez hasonló, járásra szolgáló talppárnaként értelmezte. Az alkarhoz hasonlóan a lábszáron is nagy csomók helyezkedtek el. A láb többi részén levő pikkelyek mintája jelenleg nem ismert, viszont a fejdíszes hadrosauridák közé tartozó Lambeosaurus egyik példánya arra utal, hogy a combokat a modern madarakéhoz hasonlóan a felsőtesthez tartozó bőr fedte.
Az AMNH 5060 farka elveszett, de más egyedek alapján részben ez a terület is ismertté vált. Az Edmontosaurus vagy a közeli rokonságába tartozó Anatotitan egyik Hell Creek-formációból, Montanából előkerült példánya részleges farkának bőrlenyomatán látható egy szelvényekből álló taraj a gerinc felett. A taraj körülbelül 8 centiméter magas volt, a szelvények pedig 5 centiméter hosszúak és 4,5 centiméter magasak voltak, és csigolyánként egyesével, egymástól 1 centiméteres távolságra helyezkedtek el. Egy másik, jelenleg egy fiatal E. annectenshez tartozó farkon levő bőrlenyomatokon korábban nem látott csomós bőrminta tűnt fel. Ezek a lenyomatok egymást fedő ellipszis alakú pikkelyeket, barázdált pikkelyeket és egy „9-szer 10 centiméteres trapéz alakú, szarvszerű struktúrát” tartalmaznak.

## Osztályozás
Az Edmontosaurus hadrosauridaként (kacsacsőrű dinoszauruszként) a dinoszauruszok egy olyan családjának tagja volt, amely csak a késő kréta korból ismert. A Hadrosaurinae alcsaládba, a hadrosaurinák üreges fejdísz nélküli kládjába sorolták be. A csoport tagjai közé tartozik még a Brachylophosaurus, a Gryposaurus, a Lophorhothon, a Maiasaura, a Naashoibitosaurus, a Prosaurolophus és Saurolophus. Közeli rokonságban állt, illetve azonos volt az Anatotitannal, egy másik nagyméretű hadrosauridával, amely Észak-Amerika nyugati részéről, különböző késő kréta kori formációkból ismert. Az óriás kínai hadrosaurina, a Shantungosaurus anatómiailag hasonlít az Edmontosaurushoz; M. K. Brett-Surman a Shantungosaurust a nemről készített leírásában csak nagyobb mérete által különböztette meg.
Bár az Edmontosaurus hadrosaurinák közé tartozását nem kérdőjelezték meg, a kládon belüli pontos helyzete bizonytalan. Az R. S. Lull és Nelda Wright 1942-es monográfiája által bemutatott korai családfák alapján az Edmontosaurus és az Anatosaurus különböző (többnyire a későbbiek során újraértékelt és az Edmontosaurushoz kapcsolt) fajai a laposfejű hadrosauridák egyik fejlődési vonalát alkotják. Az egyik legelső kladisztikai módszerrel készült elemzés szerint az Anatotitannal és a Shantungosaurusszal együtt egy nem hivatalos „edmontosaurus” kládhoz tartoznak, ami a tüskefejdíszű „saurolophusokkal” párosítható és távolabbi rokonságban áll a „brachylophosaurusokkal”, valamint az ívelt orrú „gryposaurusokkal”. Terry Gates és Scott Sampson 2007-es tanulmánya nagyjából hasonló eredményre vezet, mivel eszerint az Edmontosaurus a Saurolophushoz és a Prosaurolophushoz áll közelebb, és a Gryposaurustól, a Brachylophosaurustól, valamint a Maiasaurától áll távolabb. A Hadrosauridae Jack Horner és kollégái által készített legújabb (2004-es) áttekintésének eredménye észrevehetően eltér ettől: az Edmontosaurus a Gryposaurus és a „brachylophosaurusok” között, a Saurolophustól távol helyezkedik el. Az ellentmondásokat bonyolítja a hadrosaurinák evolúciós kapcsolataival foglalkozó művek viszonylagos hiánya.

## Felfedezés és történet

### AClaosaurus annectensés más korai leletek
Az Edmontosaurus őslénytani története hosszú és bonyolult, a különböző fajait évtizedeken át más nemekbe sorolták be. A taxonómiai története összefonódik az Agathaumas, az Anatosaurus, az Anatotitan, a Claosaurus, a Hadrosaurus, a Thespesius és a Trachodon nemekkel, és az 1980-as éveket megelőző hivatkozások a szerzőtől és a dátumtól függően jellemzően az Anatosaurus, Claosaurus, Thespesius vagy Trachodon neveket használják az Edmontosaurus fosszíliákra vonatkozóan (bár némelyikük az E. regalisra utal). Noha az Edmontosaurus neve 1917-ből származik, a nem legrégibb, jól megalapozott tagját (az E. annectenst) 1892-ben nevezték el a Claosaurus fajaként, és egyes töredékes fosszíliák, melyeket 1871-ben írtak le, talán szintén hozzá tartoznak. Az első, feltételezett Edmontosaurus maradvány az 1871-ben, Edward Drinker Cope által leírt Trachodon atavus. Ezt a fajt két áttekintés is magyarázat nélkül az Edmontosaurus regalis szinonimájaként értékelte, pedig az atavus évtizedekkel régebbi a regalisnál. 1874-ben Cope egy, a coloradói Laramie-formációból, a késő kréta kor maastrichti korszakából származó keresztcsont és néhány sípcsont töredék alapján elnevezte az Agathaumas milo-t, de leírást nem készített róla. Még ugyanebben az évben Hadrosaurus occidentalis néven is leírta a csontokat. Ez a lelet a későbbiek során elveszett. Két áttekintés a Trachodon atavushoz hasonlóan az Agathaumas milo-t is kommentár nélkül az Edmontosaurus regalishoz kapcsolta, pedig a regalis évtizedekkel későbbről származik. Egyik faj sem kapott nagy figyelmet; például mindkettő kimaradt Lull és Wright 1942-es monográfiájából. A harmadik bizonytalan faj a Lawrence Lambe által 1902-ben, Albertából, a jelenleg Dinosaur Park-formáció néven ismert területről származó állkapocs alapján leírt Trachodon selwyni, amiről Donald F. Glut (1997-ben) tévesen azt írta, hogy Lull és Wright az Edmontosaurus regalishoz kapcsolták. A szerzőpáros e helyett „nagyon kétséges érvényességű” leletként hivatkozott rá. Az újabb keletű, hadrosauridákról szóló áttekintések egyetértenek ezzel az állítással.

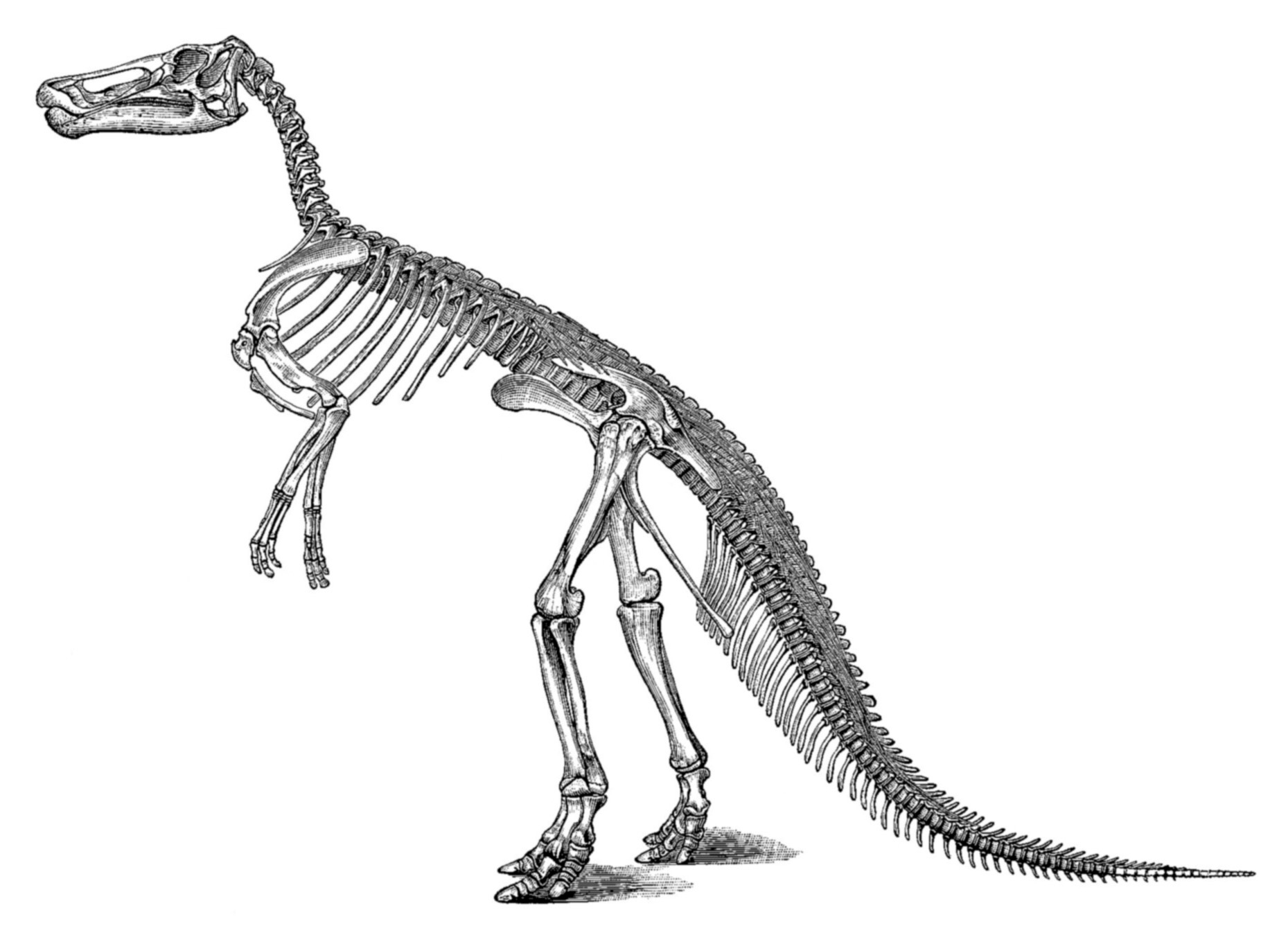
Az Edmontosaurus annectens (korabeli nevén Claosaurus) Othniel Charles Marsh által készített csontváz-rekonstrukciója

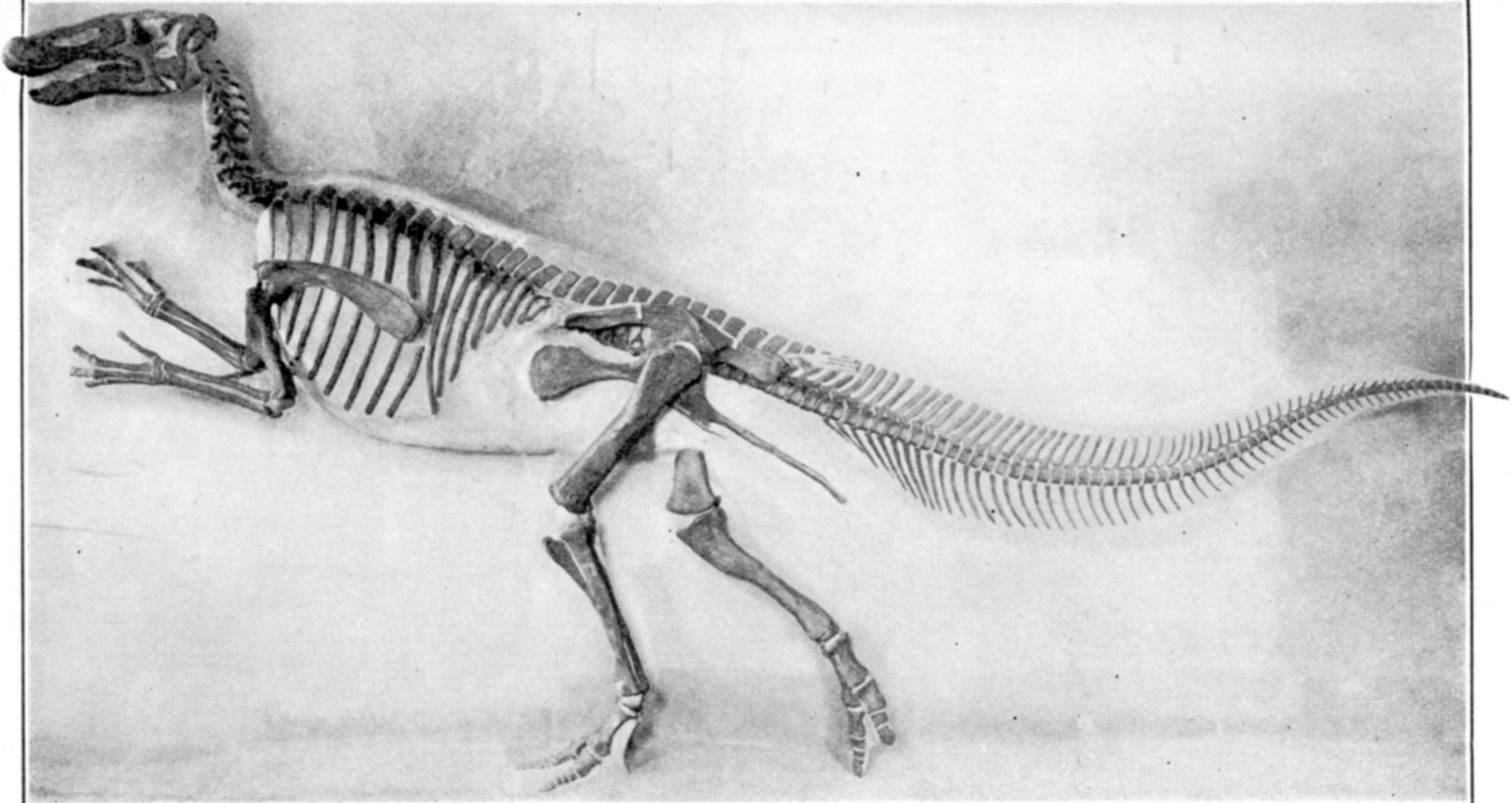
Az Edmontosaurus annectens a Yale Egyetem Múzeumában az első, majdnem teljes dinoszaurusz csontváz-rekonstrukció, amit az Egyesült Államokban felállítottak.

Az első jól megalapozott Edmontosaurus faj az 1892-ben Othniel Charles Marsh által elnevezett Claosaurus annectens volt. A faj holotípusa az USNM 2414-es jelzésű, koponyából és csontvázból álló lelet, amihez egy második, paratípusként megjelölt YPM 2182-es jelzésű koponya és csontváz tartozik. Mindkettőt John Bell Hatcher gyűjtötte be 1891-ben a Lance-formáció késő kréta kor maastrichti korszakához tartozó kőzeteiből, a Wyoming állambeli Niobrara (az egykori Converse) megyéből. Ehhez a fajhoz történelmi lábjegyzetek kapcsolódnak: az egyik legelső dinoszaurusz, melyhez csontváz-rekonstrukció készült, ezáltal az első rekonstruált hadrosauridának számít; az YPM 2182 és az UNSM 2414 az első és második alapvetően teljes, felállított dinoszaurusz csontvázak voltak az Egyesült Államokban. Az YPM 2182-t 1901-ben, az USNM 2414-et pedig 1904-ben állították ki.
Marsh 1897-ben bekövetkezett halálát követően a hadrosauridák hiányos megértése miatt a Claosaurus annectenst hol a Claosaurus, hol a Thespesius hol pedig a Trachodon fajaként osztályozták. A vélemények nagymértékben változtak; a tankönyvek és enciklopédiák (a jelenleg az Anatotitan copeihez tartozó maradványok alapján) megkülönböztették az „Iguanodonszerű” Claosaurus annectenst a „kacsacsőrű” Hadrosaurustól, míg Hatcher a C. annectenst ugyanazon kacsacsőrű koponyák alapján határozottan a hadrosaurida szinonimájává tette. Hatcher 1902-ben megjelent áttekintése elsöprő volt: úgy ítélte meg, hogy szinte minden akkoriban ismert hadrosauridanem a Trachodon szinonimája. E csoportba tartozott a Cionodon, a Diclonius, a Hadrosaurus, a Ornithotarsus, a Pteropelyx és a Thespesius, ahogy a töredékek alapján ismert Claorhynchus és Polyonax is, melyeket jelenleg ceratopsiáknak tartanak. Hatcher műve megegyezéshez vezetett, ami rövid ideig, egészen 1910-ig tartott, amikor újabb leletanyag került elő Kanadából és Montanából, megmutatva, hogy a hadrosauridák változatossága jóval nagyobb volt, mint ahogy előzőleg sejtették. Charles W. Gilmore 1915-ben újraértékelte a hadrosauridákat és felvetette, hogy a Thespesius újból bekerüljön a Lance-formációból és a hasonló korú kőzetekből származó hadrosauridák közé, és hogy a Trachodon nem megfelelő anyagon alapul, ezért le kellene szűkíteni a korábbi, a Judith River-formációból és a hasonló helyekről származó hadrosauridákra. A Claosaurus annectensszel kapcsolatban azt javasolta, hogy tekintsék azonosnak a Thespesius occidentalisszal. A Thespesius Lance-formációval egyidős hadrosauridák közé való áthelyezése a következő évtizedekben hatást gyakorolt az Edmontosaurus taxonómiájára.
Ebben az időszakban (1902 és 1915 között), két további fontos C. annectens példány került elő. Az első a Charles Hazelius Sternberg és fia által 1908-ban, a wyomingi Lusk közelében, a Lance-formációban felfedezett „Trachodon-múmia” (az AMNH 5060 jelzésű lelet). Sternberg a Brit Természetrajzi Múzeumnak (British Museum of Natural History) dolgozott, de az Amerikai Természetrajzi Múzeum (American Museum of Natural History) munkatársa, Henry Fairfield Osborn 2000 amerikai dollárért megvásárolta a leletet. Sternbergék 1910-ben, ugyanazon a területen találtak egy második, hasonló példányt is, ami nem volt olyan jó állapotban, de tartalmazott bőrlenyomatokat. Ezt a leletet (az SM 4036-ot) eladták a német Senckenberg Múzeumnak.

### Kanadai felfedezések

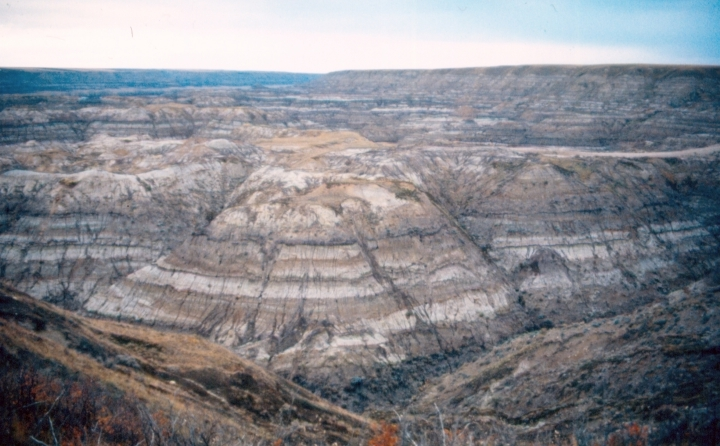
A Horseshoe Canyon-formáció az albertai Drumheller közelében. A sötét sávok szénrétegek.

A Lawrence Lambe által 1917-ben két, részleges csontváz alapján elnevezett Edmontosaurus az Edmonton-formációból, Alberta déli részéről, a Red Deer folyó mellől került elő. A nem neve az Edmonton-formáció nevéből származik. Az Edmonton-formáció, illetve mai nevén Horseshoe Canyon-formáció valamivel régebbi a Claosaurus annectenst megőrzött kőzeteknél.
A típusfaj, az E. regalis (a latin név jelentése 'királyi', vagy szabad fordításban 'királyi méretű') amely az NMC 2288 jelzésű leleten alapul, egy koponyából, a hatodik csigolyáig egybefüggő gerincből, bordákból, egy részleges csípőből, egy felkarcsontból és az egyik hátsó láb nagy részéből áll. A fosszíliát Levi Sternberg fedezte fel 1912-ben. A második példány, az NMC 2289 egy koponyából és egy csontvázból áll, de hiányzik a csőre, a farka nagy része, és a lábfeje egy része. Ezt az egyedet George F. Sternberg fedezte fel 1916-ban. Lambe rájött hogy az új dinoszaurusz leginkább a Diclonius mirabilisre hasonlít (a példányai jelenleg az Anatotitan copeihez tartoznak) és felkeltette a figyelmét az Edmontosaurus mérete és robusztussága. Lambe először csak a két csontvázhoz tartozó koponyákról készített leírást, de 1920-ban visszatért a nem tanulmányozásához és leírta az NMC 2289 jelzésű példányt. A típuspéldány koponya alatti (posztkraniális) csontváza továbbra is leírásra vár a gipszborítás alatt.
Az 1920-as években két, Kanadában talált újabb fajt kapcsoltak az Edmontosaurus nemhez, bár eredetileg mindkettő a Thespesiushoz tartozott. Gilmore 1924-ben Thespesius edmontoninak nevezte el az elsőt. A T. edmontoni az Edmonton-formációból származik. Ez a faj az NMC 8399 jelzésű leleten alapul, egy majdnem teljes csontvázon, melynek a farka nagy része hiányzik. Az NMC 8399-et Sternberg csapata fedezte fel 1912-ben a Red Deer folyónál. Lambe, aki először azt hitte, hogy a lelet a Trachodon marginatus egy újabb egyede, de miután 1913 és 1914 között rövid leírást készített a mellső lábairól, elcsontosodott inairól és bőrlenyomatairól, megváltozott a véleménye. A példány a Kanadai Nemzeti Múzeum legelső kiállításra került, felállított dinoszaurusz csontváza lett. Gilmore rájött, hogy az új faj nagyon hasonlít a Thespesius annectenshez, de a karok és a kezek részleteire hivatkozva nem vonta össze a kettőt. Emellett feljegyezte, hogy a példánya több hát és nyakcsigolyával rendelkezik a Marsh által leírtnál, de felvetette, hogy Marsh tévedhetett, amikor az annectens gerincének e részét teljesnek ítélte.
1926-ban Charles Mortram Sternberg a Saskatchewan déli részén levő Wood Mountain fennsíkon talált, NMC 8509 jelzésű koponya és részleges csontváz számára a Thespesius saskatchewanensis nevet adta. Ezt a leletet 1921-ben gyűjtötte be a Lance-formációhoz (mai nevén Frenchman-formáció) tartozó kőzetekből. Az NMC 8509-hez, az első fontos, Sasketchewanból előkerült dinoszaurusz példányhoz egy majdnem teljes koponya, több csigolya, egy részleges váll és csípő, valamint a hátsó lábak egyes részei tartoznak. Sternberg úgy döntött, hogy a Thespesiushoz fogja kapcsolni, mivel akkoriban ez volt az egyetlen Lance-formációból ismert hadrosaurida nem. Ebben az időben a T. saskatchewanensis, melynek hosszát mindössze 7–7,3 méterre becsülték, kis mérete miatt szokatlannak számított.

### AzAnatosaurustólnapjainkig
1942-ben Lull és Wright megpróbálta leegyszerűsíteni a fejdísz nélküli hadrosauridák bonyolult taxonómiáját azzal, hogy Anatosaurus néven létrehoztak egy új nemet azon fajok számára, amelyek nem igazán illettek bele korábbi nemeikbe. Az Anatosaurus jelentése 'kacsa gyík' (a latin anas 'kacsa' és az ógörög szaürosz 'gyík' szavak összetételéből), ami a széles, kacsaszerű csőrre utal, amivel Marsh típusfaja, a Claosaurus annectens is rendelkezett. Ehhez a nemhez kapcsolták a Thespesius edmontonit, a T. saskatchewanensist, egy nagy állkapcsot, aminek Marsh 1890-ben a Trachodon longiceps nevet adta és egy új fajt, az Amerikai Természetrajzi Múzeumban kiállított két csontvázon alapuló, sokáig Diclonius mirabilis néven (illetve ennek változatain) ismert Anatosaurus copeit. Emiatt a különböző fajok neve Anatosaurus annectens, A. copei, A. edmontoni, A. longiceps és A. saskatchewanensis lett. Ezzel az Anatosaurus „klasszikus kacsacsőrű dinoszaurusszá” vált.

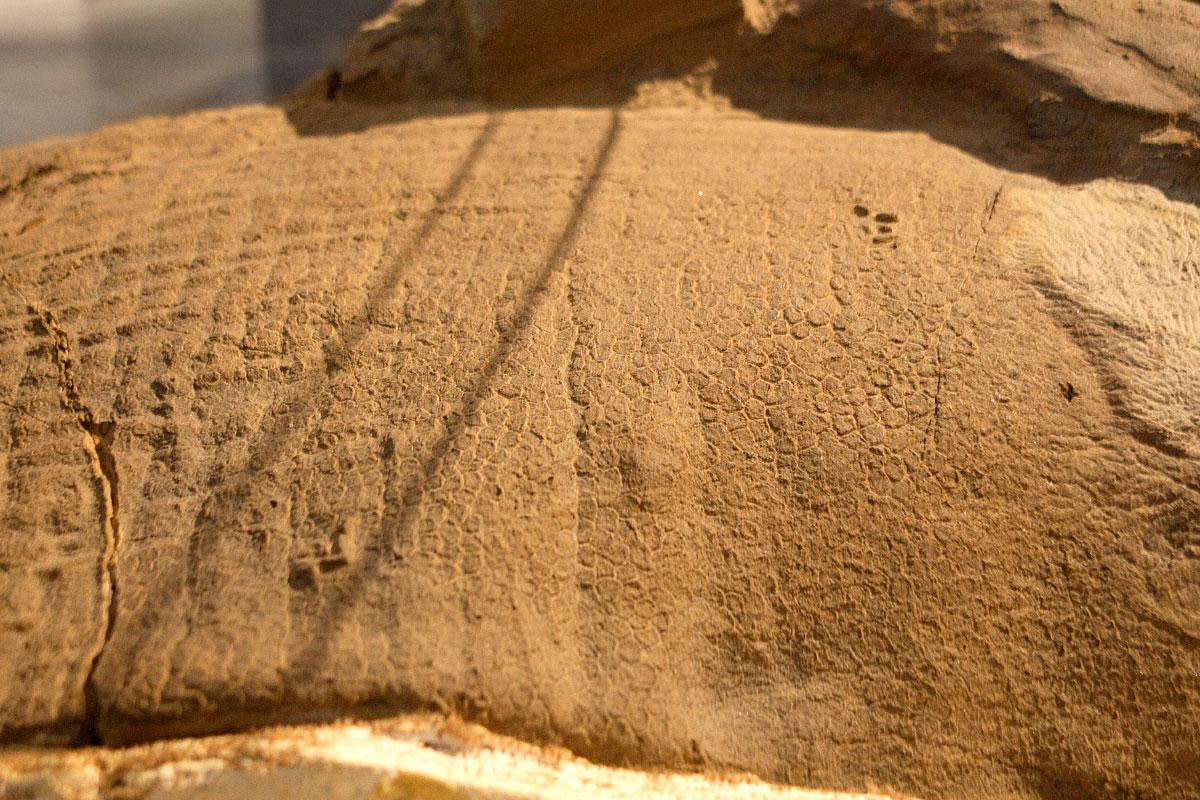
Az 1999-ben felfedezett „Dakota” becenevű példány bőrlenyomata

Ez az állapot néhány évtizeden át fennmaradt, majd az 1970-es és 1980-as években Michael K. Brett-Surman, egyetemi tanulmányai részeként átvizsgálta a vonatkozó leletanyagot. Arra következtetett, hogy az Anatosaurus típusfaja, az A. annectens valójában egy Edmontosaurus faj volt, az A. copei pedig eléggé eltért ahhoz, hogy a saját nemébe sorolják be. Bár a szakdolgozatok és disszertációk az ICZN szemszögéből nem tekinthetők hivatalos, az élőlények elnevezését szabályozó publikációknak, eredményei ismertté váltak az őslénykutatók között, és a korszak számos népszerű műve is felhasználta azokat. Brett-Surman és Ralph Chapman 1990-ben egy új nemet alkotott az A. copei számára (Anatotitan néven). A megmaradt fajok közül az A. saskatchewanensist és az A. edmontonit az Edmontosaurushoz kapcsolták, az A. longiceps pedig az Anatotitan második fajává, illetve az A. copei szinonimájává vált. Mivel az Anatosaurus típusfaja (az A. annectens) az Edmontosaurus nembe került át, az Anatosaurus név az Edmontosaurus szinonimája lett.
Az Edmontosaurus nembe jelenleg három érvényes faj tartozik: az E. regalis, az E. annectens (melybe az Anatosaurus edmontonit is besorolták edmontonensis néven), valamint az E. saskatchewanensis.
Az A. copei példányok helyes taxonómiájáról szóló vita máig folyik: Hatcher 1902-es indoklásához visszatérve Jack Horner, David B. Weishampel és Catherine Forster az Anatotitan copei leleteket az Edmontosaurus annectens törött koponyájú példányainak tekintik. 2007-ben egy újabb „múmia” felfedezését jelentették be, a „Dakota” becenevű egyedet Tyler Lyson találta meg 1999-ben a Hell Creek-formációban, Észak-Dakotában.

## Fajok és elterjedés

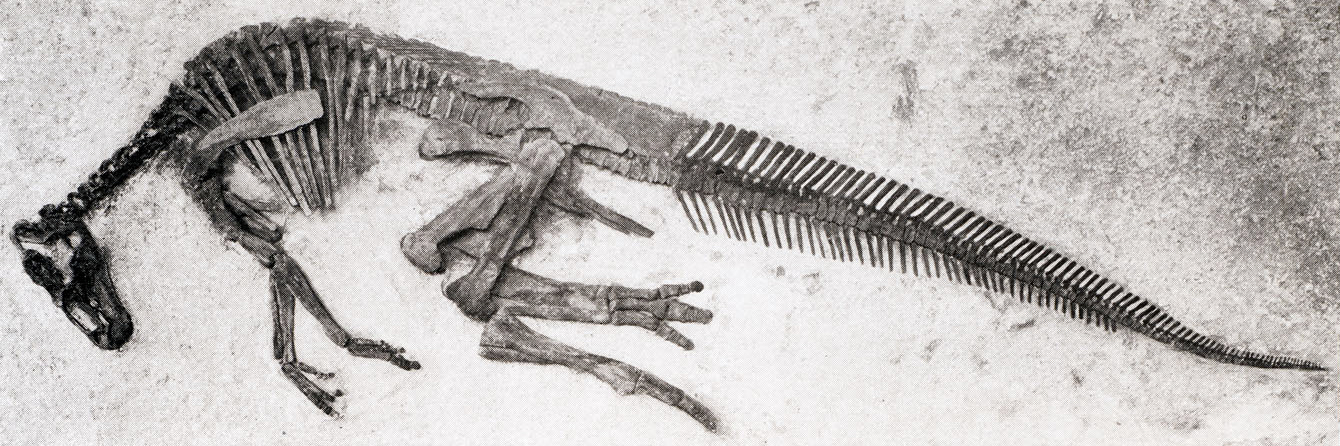
Az 1917-ben, a kanadai Albertában, a Red Deer folyónál felfedezett Edmontosaurus annectens példány

Jelenleg három érvényes Edmontosaurus faj ismert: a típusfaj, az E. regalis, az E. annectens és az E. saskatchewanensis. Az E. regalis a Horseshoe Canyon-, St. Mary River- és a Scollard-formációkból, Albertából, a Hell Creek-formációból Montanából, Észak- és Dél-Dakotából, a Lance-formációból Dél-Dakotából és Wyomingból, valamint a Laramie-formációból, Coloradóból került elő, a késő kréta kor maastrichti korszakában keletkezett kőzetrétegekből. Legalább egy tucatnyi példány vált ismertté, köztük hét koponya és a hozzájuk tartozó csontváz, továbbá 5–7 egyéb koponya. A Trachodon atavus és az Agathaumas milo lehetséges szinonimák.
Az E. annectens a legújabb áttekintés szerint megtalálható a Scollard-formációban, Albertában, a Hell Creek-formációban, Montanában és Dél-Dakotában, a Lance-formációban Dél-Dakotában és Wyomingban, valamint a Laramie-formációban, Coloradóban. Lelőhelyei a késő maastrichti kőzetekre korlátozódnak, és legalább öt koponya és koponya alatti csontváz alapján ismert. Egy szerző, Kraig Derstler szerint az E. annectens „az eddigi [1994] legtökéletesebben ismert dinoszaurusz”. A Thespesius edmontoni vagy edmontonensis, az Anatosaurus copei és a Trachodon longiceps egy 2004-es áttekintés alapján az E. annectens szinonimáinak tekintendők. A T. edmontoni 1990 óta rendszerint az E. annectenshez tartozik, azonban az A. copei és a T. longiceps szinonimizációját más szerzők még nem vizsgálták meg. Ha bebizonyosodik, hogy az E. annectenshez tartoznak, akkor a faj az A. copeihez kapcsolt öt példánnyal és a T. longiceps holotípusával, egy állkapoccsal bővül (a Horner és szerzőtársai által (2004-ben) az E. annectens leleteknél feltüntetett szám helytelen, mivel egy korábbi publikációból származik, és nem vonatkozik az E. annectens szinonimáira, az A. copeire és a T. longicepsre). Lehet, hogy az Edmontosaurushoz tartozó formációk listája hibás, mivel az összetétele attól függ, hogy a T. edmontoni melyik formációból származik (nincs meghatározva, hogy a régi Edmonton-formáció melyik részén találták meg). Elképzelhető, hogy a T. edmontonit tévesen sorolták be, ugyanis James Hopson 1975-ben kijelentette, hogy a faj típuspéldánya valójában egy fiatal E. regalis, Nicolas Campione pedig egy 2009-es előzetes tanulmányban szintén úgy talála, hogy a koponyája nem különböztethető meg a kortárs E. regalisétól. Az E. annectens hosszabb, alacsonyabb, gyengébb koponyája révén eltért az E. regalistól. Bár Brett-Surman szerint lehetséges, hogy az E. regalis és az E. annectens ugyanazon faj hímje és nősténye, az E. regalis valamennyi példánya az E. annectens példányainál korábbi formációkból származik.
Az E. saskatchewanensis négy vagy öt példány alapján ismert, melyek többségének csak a koponyája került elő. Mindegyikükre Sasketchewanban, a késő maastrichti korszakhoz tartozó Frenchman-formációban bukkantak rá. Kis mérete miatt eltér a másik két fajtól. A másik kettőhöz viszonyítva erről a fajról a leírása óta kevés publikáció jelent meg. Nicolas Campione előzetes munkája kimutatta, hogy valószínűleg az E. annectens szinonimája, de ennek eldöntéséhez további vizsgálatokra van szükség.
Emellett sok olyan Edmontosaurus fosszília létezik, aminek a faját nem azonosították be. Az ilyen, fajhoz nem kapcsolt (E. sp. névvel megjelölt) maradványok révén a nem lelőhelyei kiterjedhetnek az alaszkai Prince Creek-formációra és a texasi Javelina-formációra is.

## Ősökológia
Az Edmontosaurus időben és térben egyaránt elterjedt nem volt. A lelőhelyeként ismert kőzetek két csoportra oszthatók fel: a régebbi Horseshoe Canyon- és Mary River-formációkra, illetve az újabb Frenchman-, Hell Creek-, Lance-, Laramie- és Scollard-formációkra. A Horseshoe Canyon és a hozzá hasonló formációk edmontoniak, az újabb időszakot lefedő képződmények pedig lanciak néven ismertek. Az edmontoni és lanci korok dinoszaurusz faunái különböztek egymástól.

### Edmontoni ősökológia
Az edmontoni szárazföldi gerinces korszakot az Edmontosaurus regalis fosszilis rekordban való első megjelenésével definiálták. Bár néha kizárólag kora maastrichti korszakbeliként számolnak be róla, a Horseshoe Canyon-formáció valamivel hosszabb időszakhoz tartozik. A lerakódás körülbelül 73 millió évvel ezelőtt kezdődött el, a késő campaniai korszakban, és 68,0–67,6 millió évvel ezelőtt fejeződött be. Az Edmontosaurus regalis a Horseshoe Canyon-formáció öt kőzetegysége közül a legalsóban megtalálható, de a legfelsők közül legalább kettőből nem ismert. Az albertai Drumheller közelében talált dinoszaurusz példányok háromnegyede valószínűleg az Edmontosaurushoz tartozik. A Horseshoe Canyon-formációt olyan területként értelmezik, ami jelentős tengeri hatás alatt állt az Észak-Amerikát a kréta időszak nagy részén kettéválasztó sekély beltenger, a Nyugati Belső Víziút miatt. Az E. regalis az élőhelyét más hadrosauridákkal, a Hypacrosaurusszal és a Saurolophusszal, a hypsilophodontidák közé tartozó Parksosaurusszal, a ceratopsiák közé tartozó Montanoceratopsszal, Anchiceratopsszal, Arrhinoceratopsszal és Pachyrhinosaurusszal, a pachycephalosaurusok közé tartozó Stegocerasszal, az ankylosauridák közé tartozó Euoplocephalusszal, a nodosauridák közé tartozó Edmontoniával, az ornithomimosaurusok közé tartozó Ornithomimusszal és Struthiomimusszal, többféle, hiányosan megőrződött kis theropodával, troodontidával és dromaeosauridával, valamint a tyrannosauridák közé tartozó Albertosaurusszal és Daspletosaurusszal kellett megosztania. Az Edmontosaurusra a tengerparti területeken találtak rá, míg a Hypacrosaurus és a Saurolophus a kontinentális síkságokról került elő. Az Edmontosaurus és a Saurolophus rendszerint nem találhatók meg együtt. Az Edmontosaurus e formációban szokványos élőhelyei a mocsarak mocsárciprusokkal benőtt területei és a folyódelták partjain levő tőzeglápok. A Pachyrhinosaurus szintén kedvelte ezeket a Hypacrosaurus, Saurolophus, Anchiceratops és Arrhinoceratops által uralt, árterekig terjedő területeket. Az edmontoni korú partmenti Pachyrhinosaurus-Edmontosaurus társulás a távoli északon levő Alaszkára is jellemző volt.

### Lanci ősökológia
A lanci volt a madarak közé nem tartozó dinoszauruszok kihalását okozó kréta–tercier kihalási esemény előtti utolsó intervallum. Az Edmontosaurus ebben az időben az egyik leggyakoribb dinoszaurusznak számított. Robert Bakker beszámolója szerint a nagyméretű dinoszauruszok egyhetedét ez a nem tette ki, a maradék nagy részét (öthatodát) pedig a ceratopsia dinoszauruszok közé tartozó Triceratops alkotta. A partmenti síkságok Triceratops–Edmontosaurus társulásában a Coloradótól Saskatchewanig elterjedt Triceratops dominált. A lanci formációk jellemző dinoszaurusz faunáiban az Edmontosaurus mellett a hypsilophodontidák közé tartozó Thescelosaurus, a ritka hadrosaurida, az Anatotitan, a ritka ceratopsidák közé tartozó Nedoceratops (=„Diceratops”) és Torosaurus, a pachycephalosauridák közé tartozó Pachycephalosaurus és Stygimoloch, az ankylosauridák közé tartozó Ankylosaurus, valamint a theropodák közé tartozó Ornithomimus, Troodon és Tyrannosaurus is megtalálható volt.

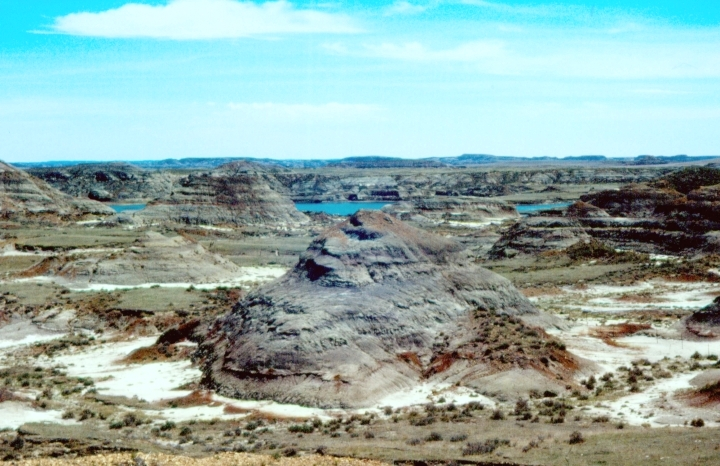
A Hell Creek-formáció kibúvása a Fort Peck Nemzeti Park (Fort Peck Reservoir) szomszédságában levő vásott földön

A Hell Creek-formációt a montanai Fort Peck területén levő részekhez hasonló, sík erdős árterekként értelmezett területek jellemzik, aránylag száraz szubtrópusi éghajlattal, amin sokféle növény megélt a zárvatermő fáktól, a ciprusfákhoz hasonló tűlevelűeken át a harasztokig és a ginkgókig. A partvonal több száz kilométeren át tartott kelet felé. A folyami teknősök, a változatos falakó multituberculata emlősök és a modern komodói sárkányhoz hasonló méretű varánuszfélék vadásztak a szárazföldön. A Triceratops volt a legelterjedtebb nagy-, a Thescelosaurus pedig a legelterjedtebb kisméretű növényevő dinoszaurusz. Az Edmontosaurus maradványait itt a folyómedrek homokjában találták meg, és az egyedek között előfordultak egy méter körüli hosszúságú fiatalok is. Felgyűlt fosszíliáik talán a költöző csoportjaiktól származnak.
A Lance-formáció kelet wyomingi Fort Laramie-tól körülbelül száz kilométerre északra fekvő kibúvásait a louisiana-i partmenti síksághoz hasonló holtágként értelmezik. Közelebb volt egy nagy torkolathoz, mint az északi Hell Creek-formáció és itt jóval több üledék rakódott le, Trópusi araucaria toboztermők és pálmafák tarkították a keményfa erdőket, eltérően az északi partmenti síkságra jellemző flórától. Az éghajlat és a páratartalom szubtrópusi volt, a mocsarakban tűlevelűek, káposztapálmák, az erdőkben pedig harasztok, kőrisfák, örökzöld tölgyfák és cserjék nőttek. A dinoszauruszok mellett édesvízi halak, szalamandrák, teknősök, különféle gyíkok, kígyók, lilealakúak és kisemlősök éltek. A kisebb dinoszauruszok itt nem találhatók meg olyan nagy mennyiségben, mint a Hell Creek kőzeteiben, de úgy tűnik, hogy a Thescelosaurus itt is aránylag gyakori volt. A Triceratops sok, az északi példányokénál valamelyest kisebb koponya alapján ismert. A Lance-formáció két Edmontosaurus „múmia” lelőhelyéül szolgált.

## Ősbiológia

### Agy és idegrendszer

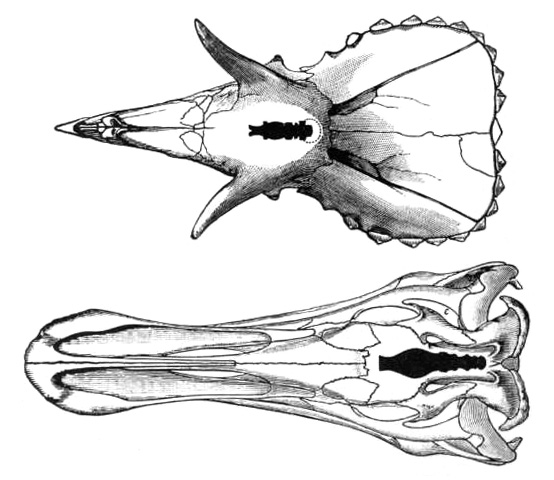
Egy 1905-ben készült ábra a Triceratops (fent) és az Edmontosaurus aránylag kis agyáról

Az Edmontosaurus agyáról, az agyüregéről készült öntvények révén több cikk is közölt ismertetőt. Az E. annectenst az E. regalist, és több nem azonosított fajú példányt is megvizsgáltak ezen a módon. Az agy nem volt különösebben nagy egy Edmontosaurus méretű állat esetében. Az agyat tartó rész a koponya negyedét tette ki, és a különböző öntvények térfogata 374 és 450 milliliter között változott, melyeknél nem vették figyelembe, hogy az agy valójában talán csak az öntvény méretének 50%-át érte el, a többi helyet pedig az agyat körülvevő kemény agyhártya (dura mater) töltötte ki. Például az agy egy 374 milliliteres öntvényű példány esetében körülbelül 268 ml lehetett. Az agy hosszúkás szerkezetű volt, és az emlősökhöz hasonló neocortexe valószínűleg nem volt. A Stegosauruséhoz hasonló idegi csatorna megnyúlt a csípőnél, de nem ugyanolyan mértékben: a Stegosaurus csípőürege az agyüregi öntvénynél 20-szor nagyobb méretet ért el, míg az Edmontosaurus esetében ugyanezen rész térfogata csupán 2,59-szer volt nagyobb.

### Étrend

#### Táplálkozási adaptációk
Hadrosauridaként az Edmontosaurus egy nagyméretű szárazföldi növényevő volt. A fogai folyamatosan cserélődtek, és olyan fogkészletekben helyezkedtek el, amik fogak százait tartalmazták, melyekből egyszerre csak maroknyi volt használatban. A csőrét a növények darabolására használta, valószínűleg a földről legelve, vagy a pofája összezárásával egy markolószerű mozdulattal letépte a gallyakról és ágakról a tápanyagban gazdag leveleket és hajtásokat. A fogsorok és az állcsont szélének nagy távolsága és az egyéb anatómiai jellemzők miatt arra lehet következtetni, hogy az Edmontosaurus sok más madármedencéjűhöz hasonlóan egy pofaszerű résszel rendelkezett, amihez talán izmok is tartoztak. A pofa feladata az élelem szájban való megtartása volt. A táplálkozás a talajszinttől körülbelül 4 méteres magasságig történt.
Az 1960-as és 1970-es éveket megelőzően az uralkodó nézet az Edmontosaurushoz hasonló hadrosauridákkal kapcsolatban az volt, hogy vízi életmódot folytattak és vízinövényekkel táplálkoztak. Jó példa erre William Morris 1970-es értelmezése egy Edmontosaurus csontos részek nélküli csőr maradványokkal együtt megőrződött koponyájával kapcsolatban. Felvetette, hogy az állat a modern kacsákhoz hasonló étrendet követhetett; beszippantotta a növényeket, valamint a puhatestűekhez és rákokhoz hasonló vízi gerincteleneket, majd a felső csőr belső falán levő V alakú barázdákon át kieresztette a vizet. Ezt a csőrre vonatkozó értelmezést elvetették, mivel a barázdák és tarajok sokkal jobban hasonlítanak a növényevő teknősök csőrében levőkre, mint a szűréssel táplálkozó madaraknál levő képződményekre.

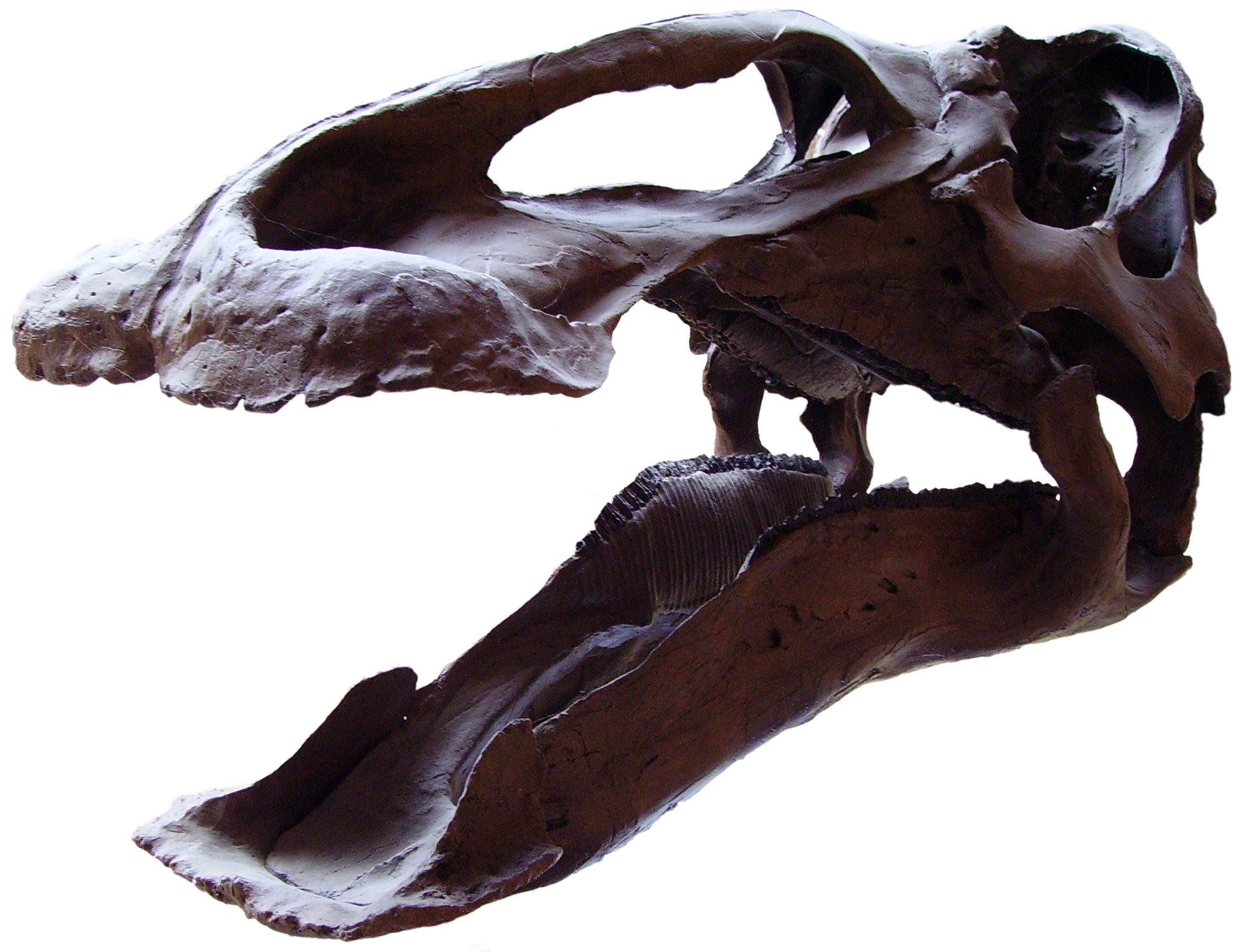
A Edmontosaurus koponyája a kacsacsőrrel és a fogazattal, az Oxfordi Egyetem Természetrajzi Múzeumában

A hadrosauridák táplálkozásával kapcsolatos legelfogadottabb modellt 1984-ben David B. Weishampel terjesztette elő. Kijelentette, hogy a koponya szerkezete lehetővé tette a csontok közötti elmozdulást, ami miatt az állkapocs képes volt előre és hátra mozogni, és kifelé hajlítani a felső állcsont fogtartó csontjait, amikor a száj zárva volt. A felső állcsontban levő fogak egy reszelőhöz hasonlóan végigcsúsztak az állkapocsban levőkön, feldolgozva a közéjük került növényi anyagot. Ez a mozgás az emlősökre jellemző rágáshoz hasonló, bár a hatást teljesen más módon éri el. A Weishampel modelljéhez tartozó bizonyíték fontos része a fogakon levő karcolások elhelyezkedése, ami az állkapocs mozgásának irányát mutatja. Más mozgások is okozhatnak hasonló karcolásokat, de az ilyeneknél az állkapocs két fele mozdul el. A jelenleg rendelkezésre álló technika segítségével csak a modellek egy részét vizsgálták meg.
Weishampel a modellt számítógépes szimuláció segítségével fejlesztette ki. Natalia Rybczynski és kollégái aktualizálták a munkáját egy E. regalis koponyájának lézeres letapogatásán alapuló, jóval kifinomultabb háromdimenziós animációs modell felhasználásával. Modelljükkel képesek voltak megvalósítani a feltételezett mozgást, de rájöttek, hogy ehhez további csontok másodlagos mozgásaira is szükség van, ami maximálisan 1,3–1,4 centiméterre távolítja el az egyes csontokat a rágóciklus során. Rybczynski és kollégái nem győződtek meg arról, hogy Weishampel modellje életképes, de megjegyezték, hogy az animációjuk többféle fejlesztést is igényel. A tervezett fejlesztések között szerepel a lágy szövetekkel és a fogakon levő, a mozgást jobban korlátozó kopásnyomokkal és karcolásokkal való kiegészítés. Kijelentették, hogy több más feltételezést is tesztelni kell. A Casey Holliday és Lawrence Witmer által végzett kutatás során kiderült, hogy az Edmontosaurushoz hasonló ornithopodák nem rendelkeztek olyan koponyaízületekkel, mint amilyenek a modern, kinetikus (a csontok közötti elmozdulást lehetővé tevő) koponyájúként ismert állatoknál, például a pikkelyes hüllőknél és a madaraknál találhatók. Véleményük szerint a dinoszaurusz koponyák mozgást lehetővé tevőként értelmezett ízületei valójában kötőszövetes növekedési zónák voltak.
2009-ben Vincent Williams és kollégái megkérdőjelezték a nem mozgatható koponyamodellt. Visszatérve a fog mikrobarázdáihoz négyféle típusú karcolást találtak az Edmontosaurus fogakon. Úgy ítélték meg, hogy a leggyakoribb típus a ferde, és nem az egyszerű fel-le vagy előre-hátra mozgás eredményének tulajdonítható, ami jobban egybevág Weishampel modelljével. Ezt a mozgást nem tartják elsődleges rágó mozgásnak. Két típust az állkapocs előre és hátra mozgásának következményeként értelmeztek. Az utolsó osztályba változatos karcolásokat soroltak, melyek valószínűleg az állkapocs kinyitása során jöttek létre. A mozgások kombinációja jóval összetettebb, mint ahogy azt előre jelezték. Mivel a karcolások uralják a mikrobarázdált felületet, Williams és szerzőtársai kijelentették, hogy az Edmontosaurus inkább a talajról legelt, mint a magasabb helyekről, ez utóbbi ugyanis a kevésbé koptató anyagok fogyasztása miatt jóval kevesebb karcolást eredményezett volna. Elfogyasztható koptató anyagként homokban gazdag növények, például zsurlók és a talajról való táplálkozás közben véletlenül lenyelt föld jöhet szóba.
A hadrosauridák közé tartozó Claosaurus zúzóköveiről vagy gyomorköveiről szóló beszámolók valószínűleg dupla téves azonosításon alapulnak. Először is a példány valójában egy Edmontosaurus annectens. Barnum Brown, aki 1900-ban felfedezte az egyedet, Claosaurusként hivatkozott rá, mivel az E. annectenst akkoriban a Claosaurus egyik fajának hitték. Emellett jóval valószínűbb, hogy a feltételezett zúzókövek az eltemetődés során odakerült kavicsok voltak.

#### Gyomortartalom

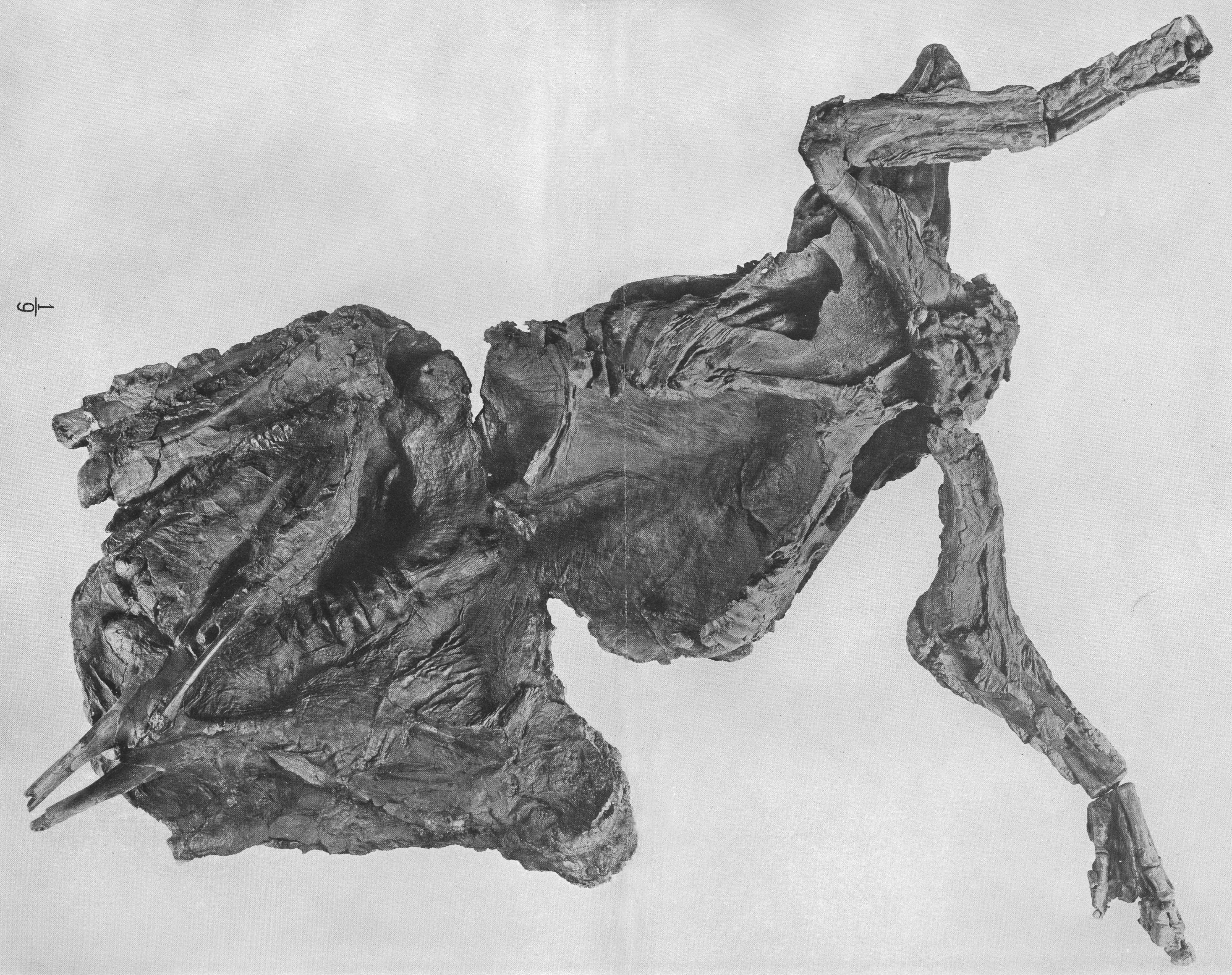
A „Trachodon-múmia” leíratlan, lehetséges gyomortartalma az Amerikai Természetrajzi Múzeumban

A Sternbergék által begyűjtött két mumifikálódott példány esetében lehetséges gyomortartalomról is beszámoltak. Charles H. Sternberg említést tett az Amerikai Természetrajzi Múzeum példányának elszenesedett gyomortartalmáról, az anyagról azonban nem készült leírás. A Senckenberg Múzeumban őrzött példány növényi maradványairól készült leírás, de bebizonyosodott, hogy ezek a részek nehezen értelmezhetők. A fosszíliában talált növények között megtalálhatók egy tűlevelű, a Cunninghamites elegans tüskéi, tűlevelű és zárvatermő fák gallyai, valamint több kis mag vagy gyümölcs. E maradványok az 1922-es leírás szerint vita tárgyát képezték a német Paläontologische Zeitschrift című folyóiratban. Kräusel. aki leírást készített az anyagról, a maradványokat az állat gyomortartalmaként értelmezte, Abel azonban nem tudta kizárni azt, hogy a növények az állat pusztulása után kerültek oda.

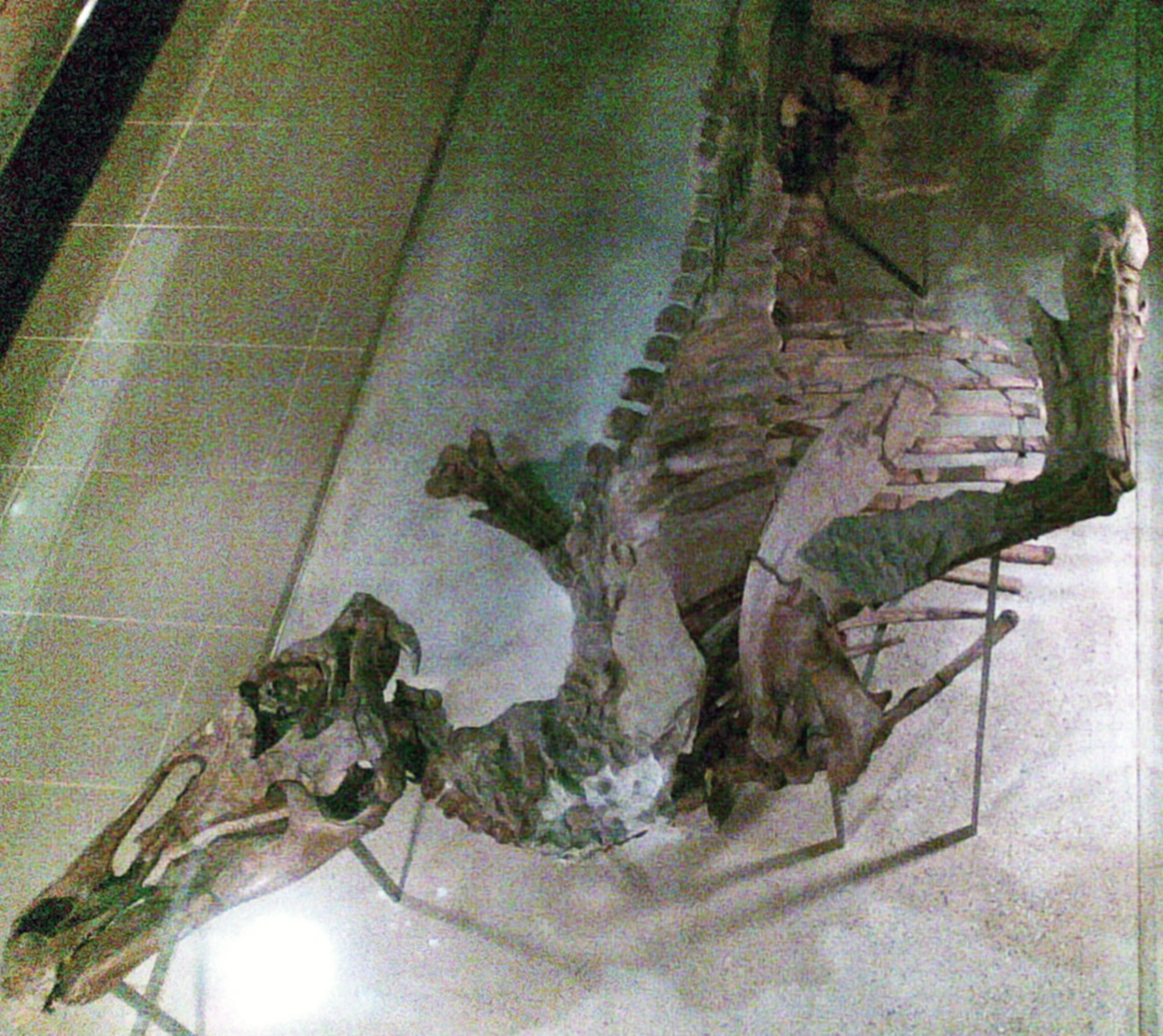
A Senckenberg Múzeum mumifikálódott példánya

Ekkoriban a hadrosauridákat vízi állatoknak gondolták, és Kräusel abból indult ki, hogy a példány nem cáfolja azt, hogy a hadrosauridák vízinövényeket ettek. Leszámítva egy rövid megjegyzést a vízi-szárazföldi elágazásról, a lehetséges gyomortartalom felfedezésének híre kevés hatást gyakorolt az angol nyelvű cikkekre, mindaddig, amíg John Ostrom fel nem elevenítette a témát a hadrosauridák vízhez való kötődésének újraértékeléséről szóló cikkével. Ahelyett, hogy megpróbálta volna hozzáilleszteni a felfedezést a vízi életmód modellhez, annak bebizonyítására használta fel, hogy a hadrosauridák szárazföldi növényevők voltak. Mielőtt általánosan elfogadták volna a hadrosauridák szárazföldi állatokként való értelmezését, a Senckenberg Múzeumbeli növényfosszíliák mibenléte tisztázatlan maradt. Kenneth Carpenter felvetette, hogy a maradványok valójában egy, a szokványos étrendtől eltért, éhező állat gyomrából származnak. Más szerzők megjegyezték, hogy mivel a növényi fosszíliákat kivették eredeti környezetükből, a példányt pedig nagymértékben preparálták, lehetetlen ellenőrizni az eredeti állapotot, ami nyitva hagyja azt a lehetőséget, hogy a növények hordalékként kerültek a fosszíliába.

### Izotópos vizsgálatok
Az Edmontosaurus étrendjét és fiziológiáját stabil szén- és oxigénizotópos vizsgálatnak vetették alá e két, a fogzománcban megőrződött anyag alapján. Az evésnél, ivásnál és légzésnél az állat szenet és oxigént vesz magához, ami beépül a csontokba. E két elem izotópjait különböző belső és külső tényezők határozzák meg, például a megevett növények fajtája, az állat fiziológiája, a sótartalom és az éghajlat. Ha a fosszíliákban nem változik meg az izotóp arány a fosszilizáció és a későbbi diagenezis következtében, akkor felhasználhatók az eredeti tényezők tanulmányozására; például az endoterm (meleg vérű) állatok a környezetükhöz viszonyítva egy bizonyos izotóp összetétellel rendelkeznek, az adott fajtájú növényeket fogyasztó, illetve egy adott emésztési folyamatot alkalmazó állatok szintén egy bizonyos izotóp összetétellel rendelkeznek. A fogzománc az azt alkotó ásvány szerkezete miatt a csontváz kémiai változásaival szemben legellenállóbb anyag.
Kathryn Thomas és Sandra Carlson 2004-es tanulmánya három, egy fiatalként, egy majdnem kifejlettként és egy felnőttként értelmezett, a Hell Creek-formáció egyik csontmedréből az észak-dakotai Corson megyéből származó példány felső állcsontjából származó fogait használt fel. A vizsgálat során az Edmontosaurus fogkészleteiben egymást oszlopokban követő fogakból egy mikrofúró rendszerrel különböző helyekről vettek mintákat. Ez a mintavételi módszer előnyt nyújt a hadrosauridák fogkészleteinél a fogban levő izotópok adott időszakon belül történő változásának megtalálásához. A tanulmányból kiderül, hogy az Edmontosaurus fogai kevesebb, mint 0,65 év alatt alakultak ki, de egy fiatalabb példánynál a folyamat valamivel gyorsabban ment végbe. A három példány fogainál változás figyelhető meg az oxigénizotóp arány tekintetében, ami megfelel a meleg/száraz és hűvös/nedves időszakoknak; Thomas és Carlson figyelembe vették annak lehetőségét, hogy az állatok költöztek, de kedvelték a helyi változásokat, mivel a költözés nagyobb valószínűséggel az arány homogenizációjához vezetett volna, mivel sok állat költözött volna, hogy egy adott hőmérséklet-tartományban vagy egy fontos élelemforrás közelében maradjon.
Az Edmontosaurus fosszíliák emellett jelentős szénizotóp értékeket mutatnak, ami a modern emlősöknél a C3 (a legtöbb növény) és a C4 (fűfélék) típusú növények fogyasztásaként értelmezhető; azonban a C4 típusú növények rendkívül ritkák voltak a késő kréta korban, ha léteztek egyáltalán. Thomas és Carlson több olyan tényezőt is felsoroltak, ami ehhez az állapothoz vezethetett, és úgy találták, hogy az a legvalószínűbb, hogy az étrend nagyrészt nyitvatermőkből állt, és hogy a Nyugati Belső Víziút közelében a partmenti területeken élt, sónak kitett növények fogyasztása, valamint a dinoszauruszok és az emlősök közti egyik fiziológiai különbség következtében a dinoszauruszoknál olyan, más szén arányú szövet alakult ki, ami az emlősökre jellemző. A tényezők kombinációja is elképzelhető.

### Betegségek és egészség
2003-ban tumorokra, köztük haemangiomára, dezmoplasztikus fibromára, áttételes rákra és osteoblastomára utaló bizonyítékot találtak az Edmontosaurus csontjaiban. Rothschild és szerzőtársai komputertomográfia (CT) és fluoroszkópos megjelenítés felhasználásával a csigolyákon végeztek tumorral kapcsolatos vizsgálatot. A teszt több különböző hadrosauridánál, például a Brachylophosaurusnál, a Gilmoreosaurusnál és a Bactrosaurusnál szintén pozitív eredménnyel járt. Bár több, mint 10 000 fosszíliát vizsgáltak meg ezen a módon, a tumorok az Edmontosaurusra és a közeli rokonságába tartozó nemekre korlátozódtak. A tumorok megjelenését okozhatták a környezeti hatások, de kiválthatta genetikai hajlandóság is.
Az osteochondrosis vagy a csontok illeszkedésénél levő felületi mélyedések szintén ismertek az Edmontosaurus esetében. Ez az állapot, amit az okoz, hogy a növekedés során a kötőszövet nem cserélődik le csontra, a 224 megvizsgált lábujjcsont 2,2%-ára volt jellemző. Az ezt kiváltó ok ismeretlen. Genetikai hajlam, trauma, a táplálkozás mértéke, a vérellátás változásai, pajzsmirigyhormon túltermelés és a különböző növekedési tényezők elégtelensége is felmerült lehetőségként. A dinoszauruszok között az osteochondrosis (a tumorhoz hasonlóan) legtöbbször a hadrosauridáknál fordul elő.

### Mozgás
A többi hadrosauridához hasonlóan az Edmontosaurust olyan állatnak tartják, amely többnyire négy lábon járt, de szükség esetén két lábra is fel tudott egyenesedni. Álló helyzetben és lassú járás közben valószínűleg inkább négy lábon tartózkodott, és csak akkor állt a hátsó lábaira, amikor gyorsan kellett mozognia. A kutatók egy számítógépes modell alapján 2007-ben kijelentették, hogy az Edmontosaurus nagy sebességű futásra volt képes, elérhette akár a 45 km/h-t is. A további szimulációkhoz egy 715 kilogrammra becsült tömegű majdnem felnőtt példányt használtak egy futni és két lábon szökdelni is képes modellt készítve, amivel a lovakéhoz hasonló ügetés, poroszkálás, galoppozás, illetve az egyszerű, szimmetrikusan mozgatott négy lábbal történő galoppozás lehetőségét vizsgálták meg. A tudósok meglepődve tapasztalták, hogy a leggyorsabb járásmód a (maximum 62 km/h-s vagy 17,3 m/s-os) kenguruszerű szökdeléssel érhető el, amit valószínűtlennek ítéltek az állat mérete és a szökdelésre utaló fosszilis lábnyomok hiánya miatt, és az eredményt inkább a szimuláció pontatlanságának tulajdonították. A leggyorsabb nem szökdelő járásmódnak a (maximum 57 km/h-s vagy 15,7 m/s-os) galoppozás és a (maximum 50 km/h-s vagy 14 m/s-os) két lábon történő futás bizonyult. A legnagyobb sebesség elérésére alkalmas két lábon való futást nem tartották valószínűnek, a nagy sebességű négy lábon való mozgást azonban nem zárták ki.
Bár sokáig úgy gondolták, hogy vízi vagy félig vízi életmódot folytattak, a hadrosauridák nem alkalmazkodtak olyan jól az úszáshoz, mint más dinoszauruszok (főként a theropodák, melyek az egykori elképzelés szerint képtelenek voltak követni a hadrosauridákat a vízbe). A hadrosauridák karcsú kezekkel és rövid ujjakkal rendelkeztek, amik hátrányt jelentettek volna az evező mozgásnál, és a farok sem lehetett alkalmas erre a célra, mert elcsontosodott inak tették merevebbé, az oldalirányú mozgáshoz szükséges izmok számára pedig csak fejletlen izomtapadási pontok álltak rendelkezésre.

### Theropodákkal való kölcsönhatások

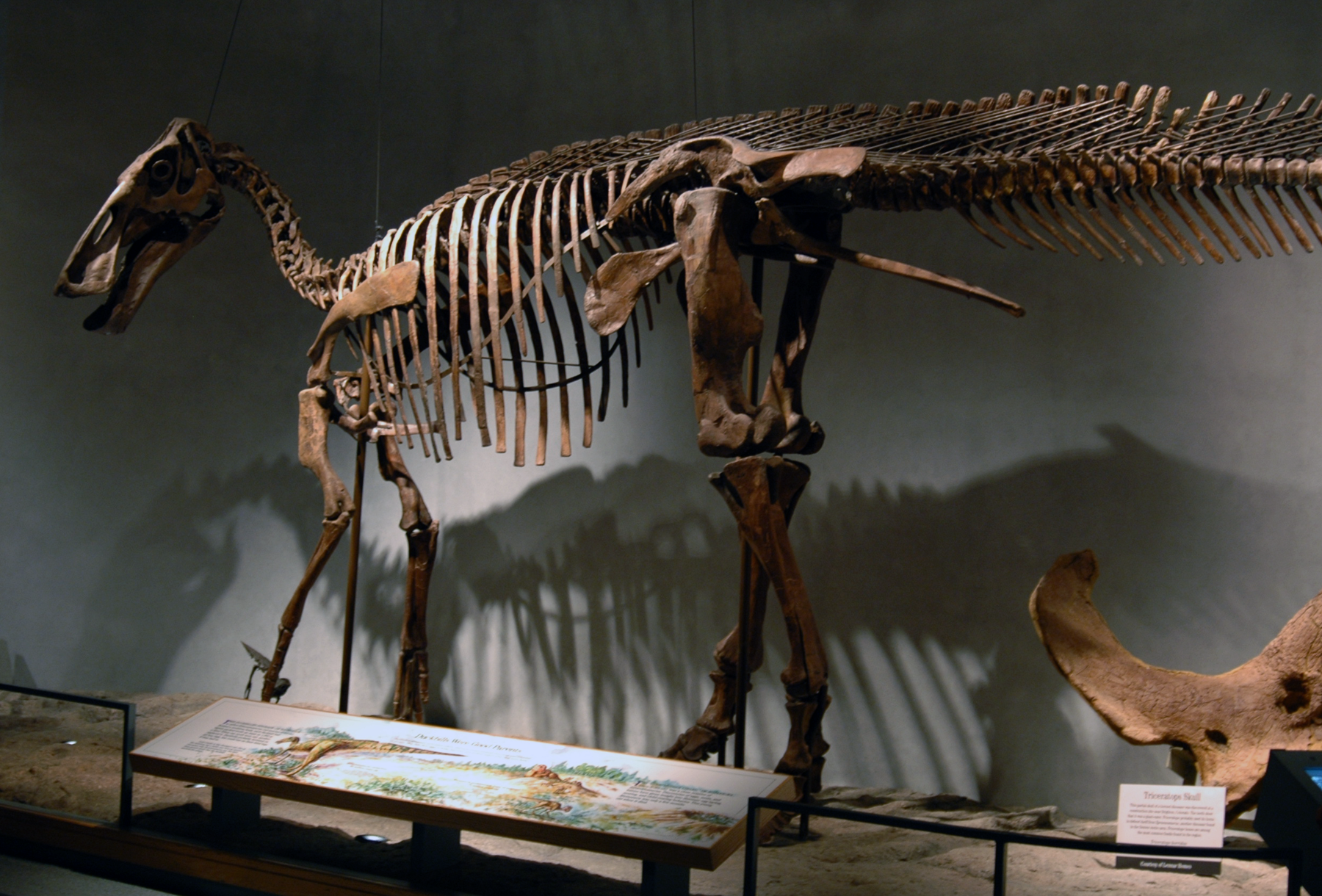
A Denveri Természet és Tudomány Múzeumában levő Edmontosaurus farokcsigolyájának sérülése azt jelzi, hogy az állatot egy Tyrannosaurus haraphatta meg

Az Edmontosaurus kora és földrajzi kiterjedése átfedésben volt a Tyrannosauruséval, az E. annectens egyik, a Denveri Természet és Tudomány Múzeumában kiállított felnőtt példánya pedig bizonyítékkal szolgál arra vonatkozóan, hogy egy theropoda a farkába harapott. A csípőtől visszafelé számolva a 13. és a 17. csigolyák között levő gerincnyúlványok sérülései megfelelnek egy jobbról, hátulról történt támadásnak. Az egyik tüske vége hiányzik, a többi deformálódott; hármon lyukas fognyomok találhatók. A farok teteje legalább 2,9 méter magasan volt, és az egyetlen, ugyanazokból a kőzetekből ismert theropoda, amely elég magas lehetett egy ilyen támadás végrehajtásához, a Tyrannosaurus rex. A csontok részben begyógyultak, de az Edmontosaurus elpusztult, mielőtt a sérülés nyomai teljesen eltűntek volna. A sérülés csontfertőzés nyomait is mutatja. A példányt tanulmányozó Kenneth Carpenter megjegyezte, hogy úgy tűnik, hogy a bal csípőnél egy gyógyult törés látható, ami a támadásnál korábbi lehet, ugyanis nagyobb mértékben regenerálódott. Véleménye szerint az Edmontosaurus azért lehetett a támadás célpontja, mert valószínűleg bicegett a korábbi sérülése miatt. Mivel túlélte a támadást, Carpenter kijelentette, hogy valószínűleg kimanőverezte a támadót vagy elfutott előle, illetve, hogy a sérülése talán azért történt, mert a farkát fegyverként használta a Tyrannosaurusszal szemben.
Az E. annectens egy másik, Dél-Dakotában talált, 7,6 méter hosszú példányának állkapcsán olyan fognyomok találhatók, amik kisebb theropodáktól származnak. Némelyikük részben begyógyult. Michael Triebold a példányról készült nem hivatalos beszámolójában felvetette annak lehetőségét, hogy a kis theropodák az Edmontosaurust a torkánál támadták meg; amit az állat túlélt ugyan, de a sérülések hatására rövidesen összeesett. Egyes Edmontosaurus csontmedrek dögevésre utalnak. Az Albertosaurus és a Saurornitholestes fognyomai gyakoriak az egyik albertai csontmederben, egy másikban pedig a nyomok arra utalnak, hogy a Daspletosaurus az Edmontosaurusból és egy másik hadrosauridából, a Saurolophusból táplálkozott.

### Társas viselkedés
Az Edmontosaurusszal kapcsolatban kiterjedt csontmedrek váltak ismertté, a hasonló hadrosaurida csoportosulásokat illetően pedig kijelentették, hogy azok a csoportokban élő állatok felhalmozódott maradványai. Egy 2007-es adatbázis szerint négy Edmontosaurus fosszíliákat tartalmazó lelőhelyet azonosítottak csontmederként: az alaszkait (Prince Creek-formáció), az albertait (Horseshoe Canyon-formáció), a dél-dakotait (Hell Creek-formáció) és a wyomingit (Lance-formáció). Az egyik Kelet-Wyomingban, a Lance-formációban levő, agyagkőből és sárkőből álló csontmeder több, mint egy négyzetkilométer kiterjedésű, de ezen a lelőhelyen az Edmontosaurus csontjai legsűrűbben egy 40 hektáros részen fordulnak elő. A becslés szerint az itt levő széttagolt maradványok 10 000–25 000 példányhoz tartoznak.
Sok más hadrosauridától eltérően az Edmontosaurus nem rendelkezett csontos fejdísszel. Lehet hogy a koponyáján lágy szövetből álló struktúrák szolgáltak jelzés céljára, azonban az orrnyílások körüli csontokon mély bemetszések szegélyezték a nyílásokat, és ez a pár bemélyedés a feltételezés szerint felfújható légzsákokat tartalmazott, amik mind látható mind pedig hallható jelek létrehozását tehették lehetővé. Az Edmontosaurus talán kétalakú volt, azaz lehetett egy robusztusabb és egy könnyebb felépítésű formája, e tulajdonság azonban nem állapítható meg, ha a nemi kétalakúsághoz kapcsolódott.
Nagyméretű elterjedési területe, ami magában foglalja az Alaszkától Coloradóig tartó távolságot és olyan sarkvidéki élőhelyeket is, ahol az év egy jelentős részében kevés a napfény, nyitva hagyja annak lehetőségét, hogy az Edmontosaurus költöző állat volt. Egy 2008-as, a dinoszauruszok költözésével kapcsolatos áttekintésben Phil R. Bell és Eric Snively felvetették, hogy az E. regalis képes volt évente 2600 kilométeres körutak megtételére a megfelelő metabolikus és zsír felhalmozási arányok mellett. Egy ilyen út megtételéhez körülbelül 2–10 km/h-s sebességre lett volna szükség, és Alaszkából Albertába vezethetett volna. Az Edmontosaurus lehetséges költöző természete, sok más dinoszauruszéval ellentétben áll, például a theropodákéval, a sauropodákéval és az ankylosaurusokéval, e csoportok ugyanis Bell és Snively szerint inkább az áttelelő állatok közé tartoztak.

## Popkulturális hatás
A National Geographic televíziós csatorna Dinók a boncasztalon (Dino Autopsy, 2007) című műsora a „Dakota” becenevű Edmontosaurus múmia felfedezéséről és vizsgálatáról szól.
A nagy dinóvándorlás (March of the Dinosaurs) című 2011-es fikciós dokumentumfilm egy fiatal edmontosaurus, „Heges” (Scar) történetén keresztül mesél a krétakor végi dinoszauroszok délre vándorlásáról Észak-Amerikában.

## Fordítás
- Ez a szócikk részben vagy egészben  az   Edmontosaurus című angol Wikipédia-szócikk ezen változatának fordításán alapul.  Az eredeti cikk szerkesztőit annak laptörténete sorolja fel. Ez a jelzés csupán a megfogalmazás eredetét és a szerzői jogokat jelzi, nem szolgál a cikkben szereplő információk forrásmegjelöléseként.